# Elf

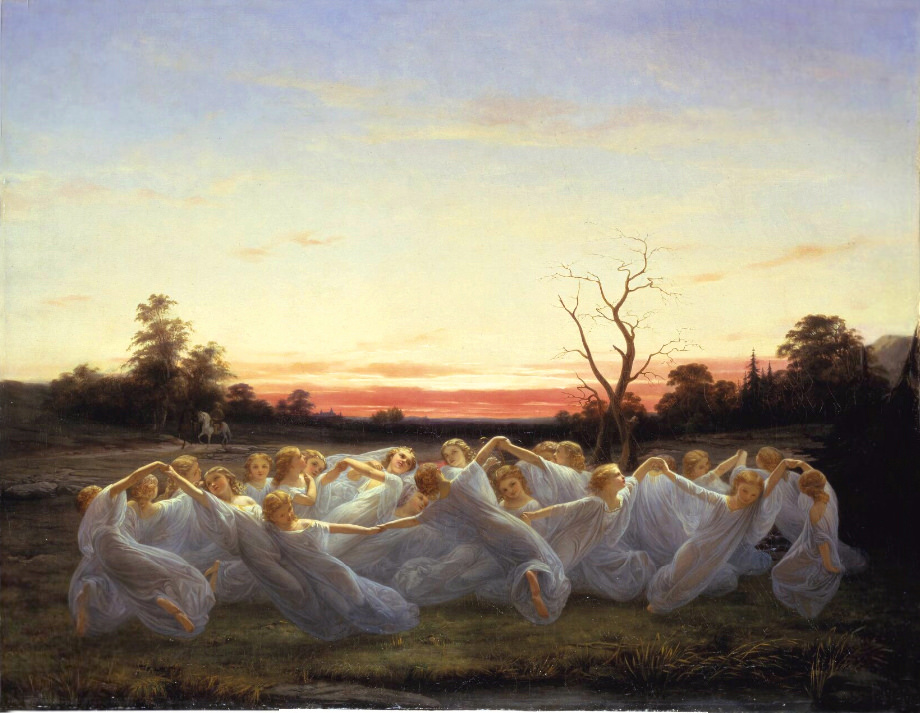
Bức tranh Ängsälvor ("Những nàng elf trên đồng cỏ") do họa sĩ người Thụy Điển Nils Blommér thể hiện (1850)

Elf (số nhiều trong tiếng Anh: elves) là một loài sinh vật siêu nhiên có hình dáng như con người trong thần thoại và văn hóa dân gian của nhóm sắc tộc German. Trong các nền văn hóa của người German thời Trung Cổ, elf thường được xem là những sinh vật có sức mạnh ma thuật và vẻ đẹp phi tự nhiên, đóng vai trò vừa là kẻ thù, vừa là đồng minh của loài người. Tuy nhiên, những niềm tin về elf kiểu này có sự thay đổi đáng kể theo không gian và thời gian. Ghi chép nhiều nhất về elf chủ yếu thuộc về hai nền văn hóa Kitô giáo và tiền Kitô giáo.
Từ elf được tìm thấy trong hầu hết các ngôn ngữ thuộc ngữ tộc German và nghĩa gốc của từ có lẽ là "sinh vật màu trắng". Việc khôi phục lại khái niệm ban đầu của elf phụ thuộc phần lớn vào các văn bản, được viết bởi những người theo đạo Kitô, bằng các ngôn ngữ như tiếng Anh cổ, tiếng Anh trung đại, tiếng Đức cổ, và tiếng Bắc Âu cổ. Những elf này ít nhiều có mối liên hệ với những vị thần trong thần thoại Bắc Âu, với nguyên nhân gây ra bệnh tật, với ma thuật, với sắc đẹp và sự quyến rũ.
Sau thời kỳ Trung Cổ, từ elf dần ít trở nên phổ biến hơn trong các ngôn ngữ thuộc ngữ tộc German. Chúng dần bị thay thế bởi những thuật ngữ bản địa như Zwerg ("người lùn") trong tiếng Đức, huldra ("sinh vật ẩn khuất") trong nhóm ngôn ngữ vùng Scandinavia, và từ mượn như fairy (mượn từ tiếng Pháp và được sử dụng rộng rãi trong ngữ tộc German). Dù vậy, niềm tin về elf vẫn còn tồn tại trong thời kỳ cận đại, đặc biệt là ở Scotland và Scandinavia, nơi mà elf được tin là những con người đầy sức mạnh ma thuật sống, thường sống mai danh ẩn tích, trà trộn vào cộng đồng loài người. Họ tiếp tục bị cho là nguyên nhân gây ra bệnh tật và mối đe dọa tình dục. Ví dụ, một số bản ballad thời cận đại ở Đảo Anh và Scandinavia (có nguồn gốc từ thời Trung Cổ) thường miêu tả elf là những kẻ cố gạ gẫm và bắt cóc con người.
Kể từ khi châu Âu bước vào thời kỳ công nghiệp hóa và đô thị hóa ở thế kỷ 19 và 20, niềm tin vào elf giảm sút một cách nhanh chóng (mặc dù Iceland vẫn có một vài tuyên bố để duy trì niềm tin rộng rãi về sự tồn tại của elf). Dẫu sao thì kể từ thời cận đại trở đi, elf vẫn có chỗ đứng trong nền văn học và nghệ thuật của giới tinh hoa có học thức. Hình tượng elf trong văn học thường là những sinh vật nhỏ bé, ranh ma. Vở kịch Giấc mộng đêm hè của William Shakespeare là bước phát triển quan trọng cho ý tưởng này. Vào thế kỷ 18, các nhà văn theo chủ nghĩa lãng mạn Đức đã chịu ảnh hưởng bởi quan niệm về elf như vở kịch này, và tái du nhập từ elf từ tiếng Anh sang tiếng Đức.
Từ trên nền tảng chủ nghĩa lãng mạn của giới tinh hoa, hình tượng loài elf dần được phổ cập tới văn hóa đại chúng của thế kỷ 19 và 20. Hình tượng "elf giáng sinh" trong văn hóa đương đại là một sáng tạo tương đối gần đây và trở nên phổ biến ở Hoa Kỳ vào cuối thế kỷ 19. Elf đặt chân vào thể loại kỳ ảo sử thi của thế kỷ 20 kể từ khi những tác phẩm của nhà văn J. R. R. Tolkien được xuất bản. Những tác phẩm này đã phổ biến lại ý tưởng elf là sinh vật có kích thước như con người và giống như con người. Từ cuối thế kỷ 20 đến đầu thế kỷ 21, elf đóng vai trò là hình tượng nổi bật trong các tác phẩm kỳ ảo và trò chơi điện tử.

## Liên hệ thực tế

### Thực tế và tri giác
Dựa trên quan điểm khoa học, elf không được xem là hiện thực khách quan. Tuy nhiên, trong nhiều khoảng thời gian và địa điểm khác nhau, elf từng được tin là sinh vật có thật. Tại những nơi mà có đủ lượng người tin rằng elf có thật thì niềm tin đó sẽ có tác động thật đến thế giới, đến lúc đó elf có thể được hiểu như là một phần trong thế giới quan của mọi người, và được xem như một thực tế xã hội: một thứ gì đó, chẳng hạn như giá trị trao đổi của một tờ đô la hoặc là niềm tự hào đối với quốc kỳ, là có thật vì con người tin vào chúng chứ không phải vì chúng là thực tế khách quan. Do đó, niềm tin về elf và chức năng xã hội của elf có sự thay đổi theo không gian và thời gian.
Ngay cả trong thế kỷ 21, những câu chuyện kỳ ảo về elf vẫn đang trong vòng tranh luận để phản ánh và định hình sự hiểu biết của độc giả về thế giới hiện thực, cũng như truyền thuyết về ông già noel và bầy elf của ông có liên quan đến Giáng sinh. Theo thời gian, mọi người đã cố gắng demythologise (giải mã thần thoại) hoặc hợp lý hóa niềm tin về elf theo nhiều cách khác nhau.

### Hợp nhất với vũ trụ học Kitô giáo

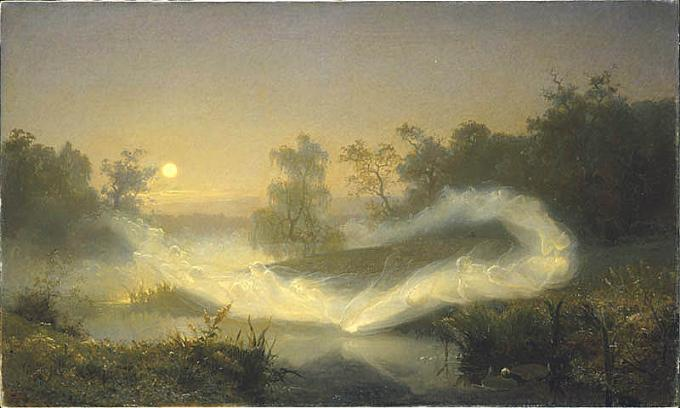
Tác phẩm Älvalek ("Đàn elf nhảy múa") của họa sĩ August Malmström (1866)

Vì sự cải đạo sang Kitô giáo và Kitô giáo hóa ở vùng tây bắc châu Âu mà niềm tin vào elf trong thời kỳ Trung Cổ thường bị gán là "ngoại giáo" và "mê tín". Tuy nhiên, hầu như tất cả những nguồn văn bản về elf còn sót lại đều do chính những người theo đạo Kitô tạo ra (từ những tu sĩ Anglo-Saxon, nhà thơ Iceland thời Trung Cổ, ca sĩ ballad thời cận đại, nhà sưu tầm văn hóa dân gian thế kỷ 19 cho đến những tác giả văn học kỳ ảo thế kỷ 20). Do vậy, niềm tin về elf cần được hiểu như một phần trong văn hóa Kitô giáo của người German và không chỉ đơn thuần là một di tích của tôn giáo thời kỳ tiền Kitô. Theo đó, việc nghiên cứu về mối quan hệ giữa niềm tin vào elf với vũ trụ học Kitô giáo đã trở thành mối quan tâm của giới học giả chuyên nghiên cứu elf từ xưa đến nay.
Xét về phương diện lịch sử, con người đã thực hiện 3 cách tiếp cận chính để hợp nhất elf với vũ trụ học Kitô giáo, tất cả những cách tiếp cận này đều được tìm thấy rộng rãi trong không gian và thời gian:
- Định danh elf với ác quỷ trong truyền thuyết Judea Kitô hữu Địa Trung Hải.[8] Ví dụ:
  - Trong tài liệu viết bằng tiếng Anh: Sách Cầu Nguyện Hoàng Gia có niên đại khoảng năm 900 đề cập elf như là vẻ bề ngoài giả dối của "Satan".[9] Trong tác phẩm Wife of Bath's Tale vào cuối thế kỷ 14, Geoffrey Chaucer đã đặt elf nam ngang hàng với incubi (những con ác quỷ chuyên hiếp dâm phụ nữ đang ngủ).[10] Trong các vụ xét xử phù thủy ở Scotland thời cận đại, những mô tả của nhân chứng về elf thường được công tố viên diễn giải là sự chạm trán với Ma quỷ.[11]
  - Ở Scandinavia thời Trung Cổ, Snorri Sturluson đã viết trong Snorra Edda về hai loài ljósálfar và døkkálfar (elf ánh sáng và elf bóng tối): ljósálfar sống trên thiên đàng, còn døkkálfar sống dưới trần gian. Các học giả đều đồng tình rằng elf của Snorri dựa trên hình tượng thiên thần và ác quỷ trong vũ trụ học Kitô giáo.[12]
  - Elf xuất hiện như những thế lực ma quỷ trong các lời cầu nguyện của người Anh, người Đức và người Scandinavia thời Trung Cổ và cận đại.[13][14]
- Xem elf ít nhiều giống con người, và ít nhiều nằm ngoài phạm vi của vũ trụ học Kitô giáo.[15] Những người Iceland sao chép thơ Saemundar Edda rõ ràng không cố hợp nhất elf với tư tưởng Kitô giáo. Tương tự như vậy, những người Scotland thời cận đại thú nhận họ đã từng chạm trán với elf nhưng không nghĩ rằng mình có giao kèo với Ma quỷ. Văn học dân gian Iceland ở thế kỷ 19 thường thể hiện elf như một cộng đồng nông nghiệp của con người tồn tại song song với cộng đồng người hữu hình, có thể theo đạo Kitô hoặc không.[16] Những câu chuyện được kể từ góc độ này đôi khi có khả năng là một hành động chính trị nhằm lật đổ sự thống trị của Giáo hội.[17]
- Hợp nhất elf với vũ trụ học Kitô giáo mà không định danh là ác quỷ. Ví dụ nổi bật nhất là những luận thuyết thần học: Tíðfordrif (1644) của Jón Guðmundsson lærði; Secret Commonwealth of Elves, Fauns and Fairies (1691) của Robert Kirk. Tác phẩm South English Legendary ra đời cuối thế kỷ 13 và một vài câu chuyện dân gian của người Iceland giải thích rằng elf là những thiên thần không đứng về phía Lucifer cũng như không đứng về phía Chúa, bị Chúa đày xuống trần gian chứ không phải địa ngục. Có một câu chuyện dân gian nổi tiếng của Iceland giải thích rằng elf là đứa con thất lạc của Eva.[18]

### Elf là dân tộc bản địa
Một số học giả thế kỷ 19 và 20 đã cố gắng hợp lý hóa niềm tin về elf có thể là ký ức dân gian (folk memory) của dân tộc bản địa không còn tồn tại. Tuy nhiên, vì niềm tin về sự tồn tại của sinh vật siêu nhiên rất phổ biến trong các nền văn hóa của nhân loại nên các học giả hiện tại không còn tin rằng những lời giải thích như vậy là hợp lý. Dù vậy, nghiên cứu đã chỉ ra rằng những câu chuyện về elf thường được sử dụng như một cách để con người suy nghĩ ẩn dụ về những dân tộc khác ngoài đời thực.

### Elf là người bệnh, khuyết tật
Các học giả đôi khi cũng cố giải thích niềm tin về elf có thể lấy cảm hứng từ những người bị mắc một số loại bệnh tật (chẳng hạn như Hội chứng Williams). Elf nhất định được coi là nguồn cơn của bệnh tật, và thực sự từ oaf trong tiếng Anh dường như có nguồn gốc là một dạng của từ elf: từ elf lúc đó sẽ có nghĩa là "một con elf bắt cóc một đứa trẻ, sau đó thế chỗ đứa trẻ bị bắt cóc đó bằng một đứa trẻ khác", và đứa trẻ thay thế đó thường được ghi nhận là phát triển không bình thường, hay theo cách hiểu hiện đại thì nó là 'một con người khờ dại, ngu đần; một người đàn ông hoặc một cậu bé to xác, vụng về'. Tuy nhiên, những giả thuyết kiểu này dường như không phải là lời giải thích hợp lý cho nguồn gốc của niềm tin về elf.

## Từ nguyên

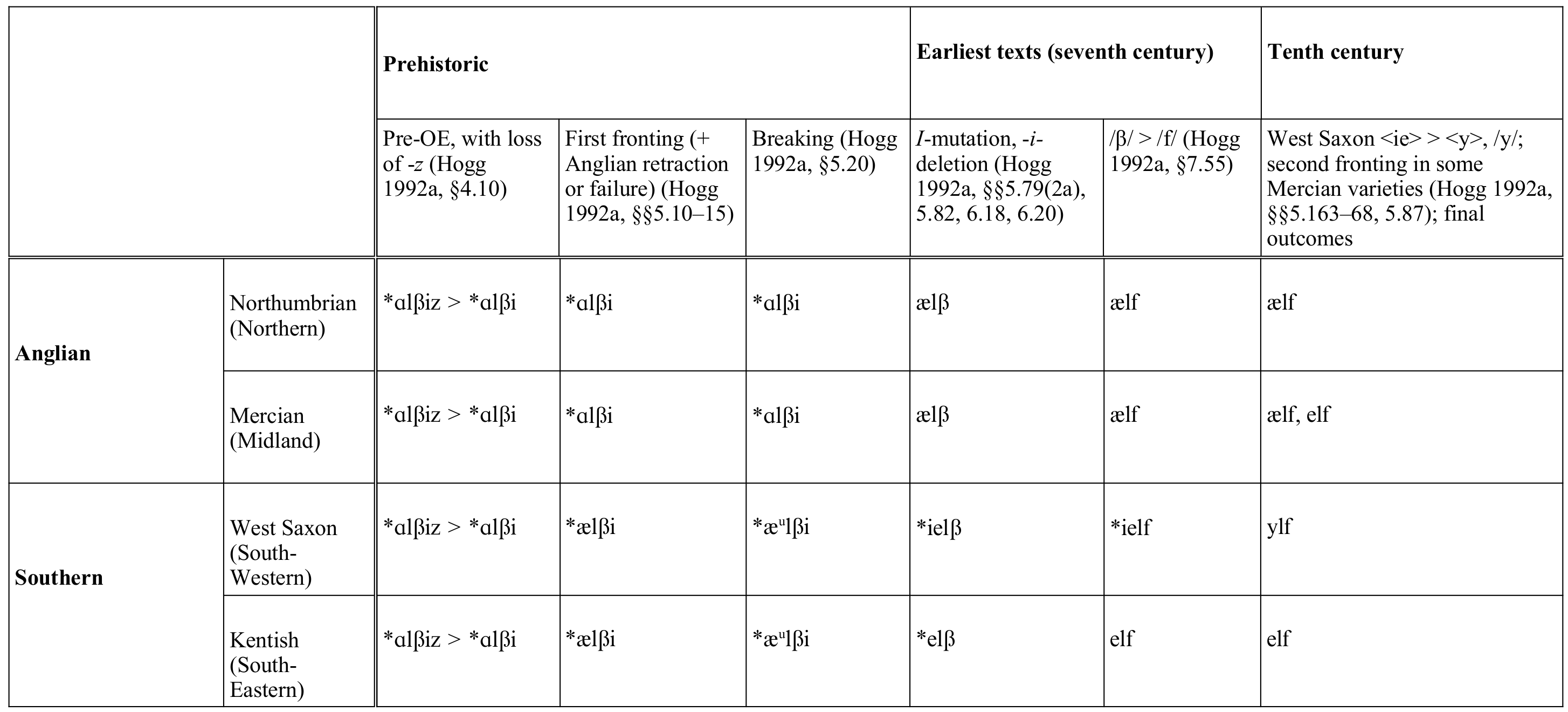
Biểu đồ cho thấy phát âm của từ elf đã biến đổi như thế nào trong lịch sử tiếng Anh

Từ tiếng Anh elf bắt nguồn từ một từ một từ tiếng Anh cổ thường được xác thực là ælf (số nhiều trong tiếng Anh sẽ là ælfe). Mặc dù từ này ban đầu có tính đa dạng, biến hóa tùy vào từng phương ngữ khác nhau của tiếng Anh cổ, nhưng cuối cùng cũng hội tụ thành elf trong thời kỳ tiếng Anh trung đại. Trong thời kỳ tiếng Anh cổ có nhiều dạng từ riêng biệt để chỉ elf nữ (chẳng hạn như ælfen, giả định là từ tiếng German chung), nhưng trong thời kỳ tiếng Anh trung đại, từ elf được sử dụng để chỉ cả elf nữ.
Các hình thức của từ elf trong tiếng Anh cổ đều có chung nguồn gốc với những thuật ngữ nhóm ngữ tộc German thời Trung Cổ như alfr ('ác mộng, elf'; số nhiều là alfar) trong tiếng Bắc Âu cổ, alp ('ác linh'; số nhiều: alpî, elpî; chỉ giới tính nữ: elbe) trong tiếng Thượng Đức cổ, alfs ('elf') trong tiếng Burgundi, và alf ('ác linh') trong tiếng Hạ Đức trung đại. Những từ này chắc hẳn bắt nguồn từ tiếng German chung, ngôn ngữ đã được chứng thực là tổ tiên của nhóm ngữ tộc German. Từ elf trong tiếng German chung được dựng lại thành ɑlβi-z và ɑlβɑ-z.
Từ elf trong tiếng German chung ɑlβi-z và ɑlβɑ-z thường được đồng ý là họ hàng với từ albus ('trắng (lờ mờ)') trong tiếng Latinh; từ ailbhín ('bầy đàn') trong tiếng Ireland cổ; từ alphoús ('trắng'; ἀλφούς) trong tiếng Hy Lạp; từ elb ('đại mạch') trong tiếng Albania. Tất cả những từ vừa đề cập đều có gốc rễ của từ h₂elbʰ- trong tiếng Ấn-Âu nguyên thủy, và dường như đều có chung ý tưởng về sắc trắng. Từ tiếng German có thể ban đầu có nghĩa là "một cái gì đó màu trắng", có lẽ là một cách nói uyển ngữ. Jakob Grimm nghĩ rằng sắc trắng bao hàm ý nghĩa đạo đức tích cực, ông đề cập đến ljósálfar của Snorri Sturluson, cho rằng elf là thần thánh đại diện cho ánh sáng. Tuy nhiên, nó không nhất thiết phải có ý nghĩa như vậy vì một số từ cùng gốc lại mang nét nghĩa là trắng lờ mờ hơn là trắng sáng. Trong các văn bản Scandinavia thời Trung Cổ, sắc trắng lại gắn liền với vẻ đẹp. Alaric Hall đưa ra giả thuyết rằng elf có thể đã được gọi là "người da trắng" vì sắc trắng gắn liền với vẻ đẹp (đặc biệt là nữ tính). Một số học giả lập luận rằng tên Albion và Alps có thể có liên quan với nhau.
Một từ nguyên có ý nghĩa hoàn toàn khác, do Adalbert Kuhn đề xuất vào năm 1855 cho rằng từ elf có cùng họ hàng với từ Rbhus, thợ thủ công bán thần trong thần thoại Ấn Độ. Trong trường hợp này, từ ɑlβi-z bao hàm nghĩa là "khéo léo, có tài phát minh, lanh lợi", và có mối quan hệ với từ labor trong tiếng Latinh, mang nét nghĩa về "công việc sáng tạo". Mặc dù từ nguyên này thường được đề cập đến nhưng không được chấp nhận rộng rãi.

### Trong tên riêng

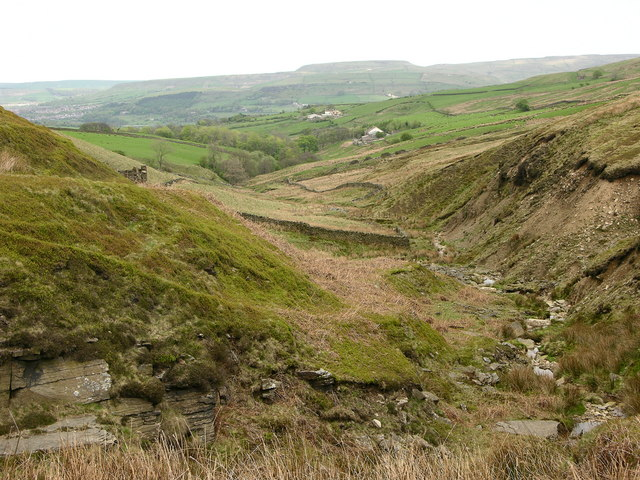
Alden Valley, Lancashire có khả năng là một địa danh từng gắn liền với elf

Trong các ngôn ngữ thuộc ngữ tộc German thời Trung Cổ, elf là một trong những danh từ thường được sử dụng trong tên cá nhân, hầu như luôn luôn là một thành tố đầu tiên. Những cái tên này có thể chịu ảnh hưởng từ tên gọi của người Celt bắt đầu từ Albio-, chẳng hạn như Albiorix.
Tên cá nhân là bằng chứng duy nhất cho việc sử dụng từ elf trong tiếng Goth, mà chắc hẳn phải có từ albs (số nhiều là albeis). Tên được biết đến nhiều nhất của loại này là Alboin. Tên tiếng Anh cổ có từ elf- bao gồm những từ có họ hàng với Alboin, chẳng hạn như Ælfwine, Ælfric, Ælfweard và Ælfwaru. Một từ phổ biến tồn tại đến tận tiếng Anh hiện đại trong số này là Alfred (tiếng Anh cổ là Ælfrēd). Những từ còn tồn tại khác bao gồm từ để đặt họ trong tiếng Anh là Elgar (Ælfgar), và tên của Thánh Alphege (Ælfhēah).
Ví dụ trong tiếng Đức gồm Alberich, Alphart và Alphere (cha của Walter xứ Aquitaine); ví dụ trong tiếng Iceland gồm Álfhildur. Những cái tên này cho thấy elf được coi trọng trong buổi đầu của nền văn hóa German. Trong số nhiều từ chỉ sinh vật siêu nhiên trong ngữ tộc German, những từ duy nhất thường được sử dụng cho tên cá nhân là elf và những từ biểu thị các vị thần ngoại giáo. Điều này cho thấy elf được xem như những vị thần.
Trong tiếng Iceland cổ sau này, alfr' ("elf") và tên cá nhân mà trong tiếng German chung viết là Aþa(l)wulfaz đều lần lượt trở thành álfr và Álfr một cách trùng hợp. Elves xuất hiện trong tên của một số địa danh, mặc dù rất khó để chắc chắn còn bao nhiêu từ khác như vậy, bao gồm cả tên cá nhân mà có thể có vẻ tương tự như elf. Ví dụ tiếng Anh rõ nhất là Elveden ("đồi 'elf'", Suffolk); ví dụ khác có thể là Eldon Hill ("đồi 'Elves'", Derbyshire); và Alden Valley ("thung lũng 'elf'", Lancashire). Những địa danh này dường như liên kết elf một cách khá nhất quán với rừng và thung lũng.

## Các văn tự thời Trung Cổ

### Văn tự Anh Cổ

#### Elf là nguồn cơn của bệnh tật
Những bản thảo còn sót lại cũ nhất đề cập đến elf đều đến từ nước Anh thời Anglo-Saxon. Do đó, bằng chứng được viết bằng tiếng Anh thời Trung Cổ đã thu hút nhiều chuyên gia nghiên cứu và tranh luận. Trong tiếng Anh cổ, elf thường được đề cập nhiều nhất trong các văn bản y học chứng nhận cho một niềm tin rằng elf có thể gây bệnh cho con người và gia súc: biểu hiện của bệnh thường là đau nhói, đau bên trong cơ thể và rối loạn tâm thần. Nổi tiếng nhất trong số các văn bản y học là bùa chữa bệnh Wið færstice ("trị một cơn đau buốt") bắt nguồn từ tuyển tập Lacnunga ở thế kỷ 10. Tuy vậy, hầu hết các nguồn chứng thực cho niềm tin trên đều nằm trong văn bản Bald's Leechbook cũng vào thế kỷ 10. Truyền thuyết về elf kiểu này vẫn tiếp tục xuất hiện trong các văn bản y học viết bằng tiếng Anh trung đại.
Niềm tin về việc elf gây ra bệnh tật vẫn còn đáng chú ý ở Scotland trong thời kỳ cận đại, nơi elf được xem là sinh vật có sức mạnh siêu nhiên, sống ẩn dật ngày qua ngày bên cạnh những người dân nông thôn. Vì vậy, elf thường được nhắc đến trong những vụ xét xử phù thủy ở Scotland thời cận đại: nhiều người làm chứng trong các vụ xử án tin rằng mình đã được ban phát khả năng chữa bệnh hoặc biết một số người và động vật bị elf trù ếm bệnh tật. Trong suốt những nguồn này, elf thỉnh thoảng được liên kết với sinh vật siêu nhiên tương tự như succubus là mare.
Bên cạnh việc được coi là có khả năng gây ra bệnh tật bằng vũ khí ma thuật, elf còn có mối liên hệ với một loại ma thuật được biểu thị trong tiếng Anh cổ là sīden và sīdsa, chúng có chung nguồn gốc với seiðr trong tiếng Bắc Âu cổ, và cũng tương đương với lời nguyền trong câu chuyện Serglige Con Culainn viết bằng tiếng Ireland cổ. Vào thế kỷ 14, elf cũng gắn liền với việc luyện giả kim thuật một cách bí ẩn.

#### "Elf-shot"

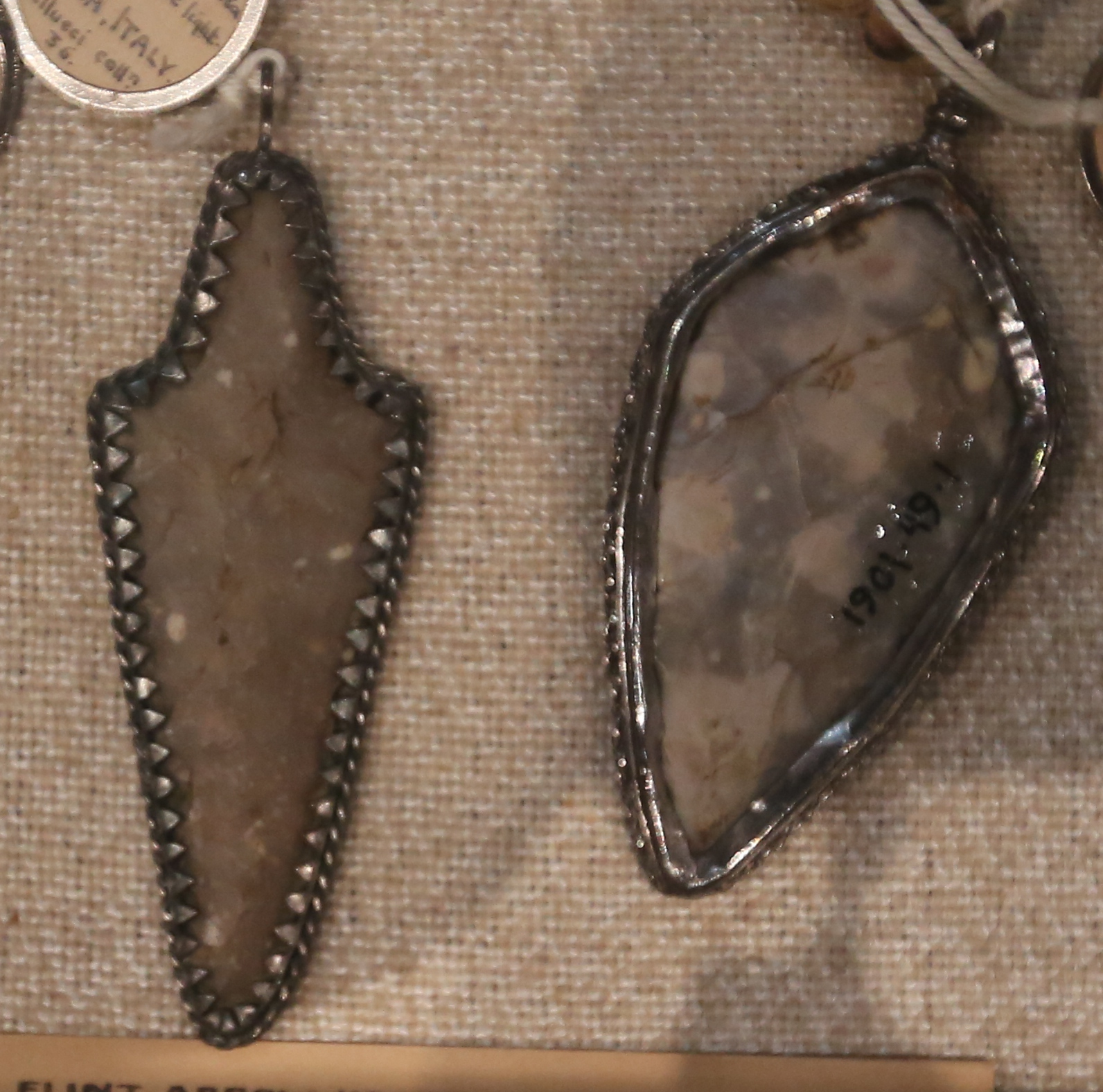
"Elf-shot" có mối lên hệ với đầu mũi tên thời kỳ đồ đá "elf-arrowhead" đôi khi được sử dụng như bùa hộ mệnh, một trong những ý tưởng mà Tolkien sử dụng để sáng tạo ra hình tượng elf trong tác phẩm Chúa tể của những chiếc nhẫn

Trong một hoặc hai văn bản y học viết bằng tiếng Anh cổ, elf có thể được coi là gây ra bệnh tật bằng những vật bắn. Vào thế kỷ 20, các học giả thường liệt những căn bệnh do elf gây ra vào loại "elf-shot" ('phát bắn của elf'). Tuy nhiên, công trình nghiên cứu từ thập niên 1990 trở đi, dựa trên bằng chứng thời Trung Cổ cho thấy việc elf gây ra bệnh tật theo cách này rất ít. Tầm quan trọng của "elf-shot" vẫn đang trong vòng tranh cãi.
Danh từ elf-shot thật ra được chứng thực lần đầu trong bài thơ "Rowlis Cursing" viết bằng tiếng Scotland, ra đời vào khoảng năm 1500. Trong bài thơ, "elf-schot" được liệt kê là một trong hàng loạt những lời nguyền dành cho một số tên trộm gà. Thuật ngữ này không phải lúc nào cũng biểu thị đến một vật bắn thật sự: shot có thể mang nét nghĩa là "cơn đau nhói" cũng như "vật bắn". Nhưng ở Scotland thời cận đại, elf-schot và các thuật ngữ khác như elf-arrowhead ('đầu mũi tên elf') đều thỉnh thoảng sử dụng khái niệm của mũi tên từ thời kỳ đồ đá mới, dường như được cho là do elf chế tạo ra. Tại một vài vụ xử án phù thủy, người ta xác thực rằng những đầu mũi tên này được sử dụng trong các nghi thức chữa bệnh. Đôi khi cũng có những các buộc rằng các phù thủy (và có lẽ là cả elf) đã sử dụng mũi tên để gây thương tích cho người và gia súc. Đoạn trích từ bài tụng ca ra đời năm 1749–50 của William Collins đã đề cập đến vấn đề này:
There every herd, by sad experience, knows

How, winged with fate, their elf-shot arrows fly,

When the sick ewe her summer food forgoes,

Or, stretched on earth, the heart-smit heifers lie.

#### Kích cỡ, diện mạo và tính dục

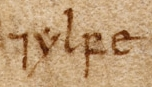
"⁊ ylfe" ("và đàn elf") trong trường ca Beowulf

Vì elf có mối liên hệ với bệnh tật nên vào thế kỷ 20, hầu hết các học giả đều hình dung rằng elf trong truyền thuyết Anglo-Saxon là những sinh vật nhỏ bé, xuất quỷ nhập thần, không thể thấy bằng mắt thường, gây ra bệnh tật bằng mũi tên. Điều này được hình thành bởi ý tưởng rằng "elf-shot" được khắc họa trong trong một hình vẽ của sách thánh ca Eadwine Psalter, nó đã trở nên được biết đến nhiều bởi mối liên hệ này. Tuy nhiên, đây là một sự hiểu lầm: hình vẽ này thực chất là minh họa theo quy ước về mũi tên của Chúa và ác quỷ trong Kitô giáo. Thay vào đó, nghiên cứu gần đây cho rằng elf trong truyền thuyết Anglo-Saxon, giống như elf trong truyền thuyết vùng Scandinavia và Aos Sí trong văn hóa Ireland, đều được xem như con người.
Giống như những từ chỉ các vị thần hay loài người, từ elf được sử dụng trong tên cá nhân trong khi những từ chỉ quái vật và ác quỷ lại không hề được sử dụng. Tương tự như từ álfar có liên kết với Æsir trong tiếng Bắc Âu cổ, văn bản Wið færstice viết bằng tiếng Anh cổ cũng liên kết elf với ēse. Cho dù từ ēse vào thế kỷ 10 có mang nét nghĩa gì đi chăng nữa thì về mặt từ nguyên, nó cũng là từ biểu thị cho các vị thần ngoại giáo. Trong tiếng Anh cổ, từ số nhiều ylfe (được chứng thực trong trường ca Beowulf) về mặt ngữ pháp là tên dân tộc dẫn tới giả thuyết rằng elf được xem như con người. Trong các văn bản y học viết bằng tiếng Anh cổ, từ ælf và từ biến thể chỉ phụ nữ là ælbinne đã được sử dụng trong các lời chú giải để dịch những từ đại diện cho nymph (nữ thần sông, núi, cây, cỏ trong thần thoại Hy Lạp) trong tiếng Latinh. Từ ælf này rất ăn khớp với từ ælfscȳne, có nghĩa là "elf xinh đẹp" và đã được sử dụng để mô tả hai nữ anh hùng xinh đẹp quyến rũ trong Kinh Thánh là Sarah và Judith.
Tương tự như vậy, trong bằng chứng tiếng Anh trung đại và tiếng Scotland cận đại, mặc dù elf vẫn có vẻ là tác nhân gây hại và nguy hiểm nhưng họ cũng xuất hiện như những con người. Elf trở nên gắn liền với những truyền thuyết lãng mạn hiệp sĩ thời Trung Cổ về những nàng tiên và đặc biệt là ý tưởng Nữ chúa Tiên. Các tài liệu nguồn cũng cho rằng elf có xu hướng dụ dỗ và cưỡng hiếp con người. Vào khoảng thế kỷ 15, các bằng chứng bắt đầu xuất hiện với niềm tin rằng elf có thể đáng cắp trẻ sơ sinh của con người và đánh tráo chúng bằng một changeling (đứa trẻ thay thế).. Vào cuối thời kỳ Trung Cổ, elf dần dần bị thay thế bởi từ fairy mượn từ tiếng Pháp. Lấy ví dụ từ một câu chuyện châm biếm của Geoffrey Chaucer là Sir Thopas, nhân vật cùng tên với tác phẩm là người lên đường với quyết tâm chinh phục trái tim của "nữ vương elf", người cư ngụ ở "xứ sở của các nàng tiên (Faerie)".

### Văn tự Bắc Âu cổ

#### Văn tự thần thoại

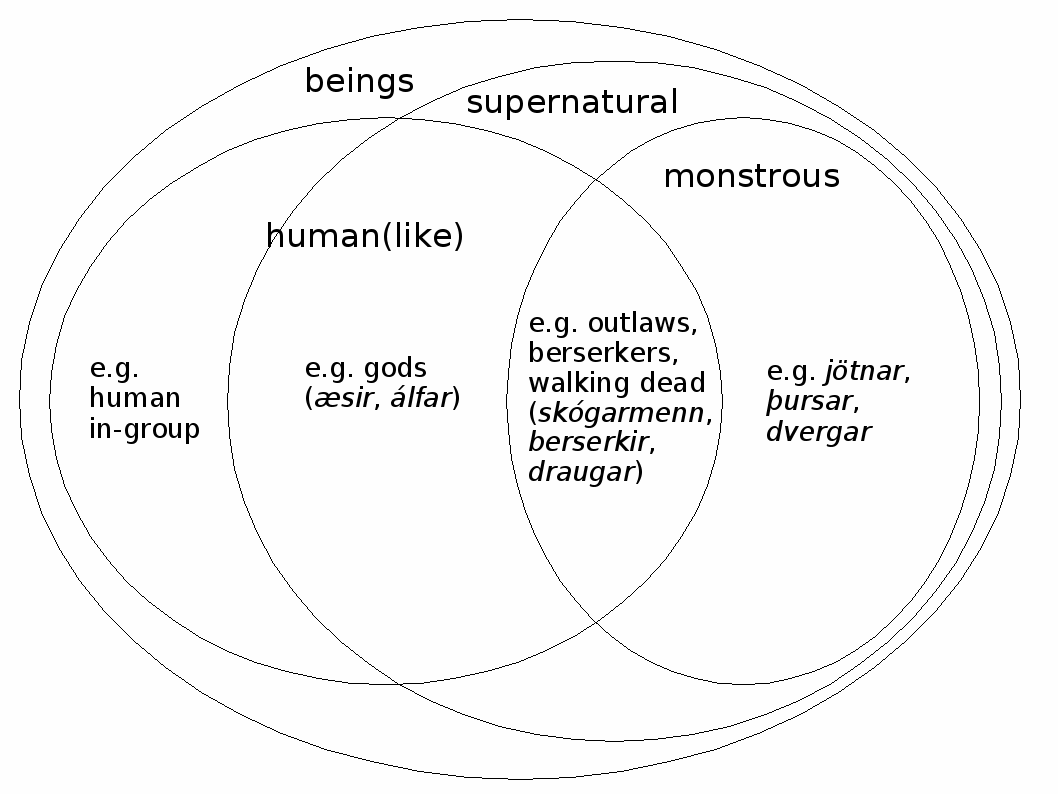
Một sơ đồ trường ngữ nghĩa có thể có của các từ chỉ chúng sinh trong tiếng Bắc Âu cổ, mối quan hệ giữa chúng được biểu thị dưới dạng sơ đồ Venn

Bằng chứng cho niềm tin về elf ở vùng Scandinavia thời Trung Cổ bên ngoài Iceland rất thưa thớt, nhưng bằng chứng ngay tại Iceland lại rất phong phú một cách lạ thường. Trong một thời gian dài, quan điểm về elf trong thần thoại Bắc Âu cổ được định nghĩa qua tác phẩm văn xuôi Snorra Edda của Snorri Sturluson đề cập đến svartálfar, dökkálfar và ljósálfar ('elf đen', 'elf bóng tối' và 'elf ánh sáng'). Tuy nhiên, những từ này chỉ được chứng thực trong Snorra Edda và các văn bản dựa vào tác phẩm. Hiện tại, người ta đều đồng ý rằng chúng phản ánh truyền thuyết của người lùn, ác quỷ và thiên thần. Điều này phần nào đó cho thấy sự "ngoại giáo hóa" của Snorri đối với vũ trụ học Kitô giáo mà ông học từ Elucidarius, một sách tóm tắt phổ biến về tư tưởng Kitô giáo.
Các học giả về thần thoại Bắc Âu cổ hiện nay đều tập trung vào những tham chiếu đến elf trong thơ Bắc Âu cổ, đặc biệt là Saemundar Edda. Nhân vật duy nhất được xác định rõ là elf trong thơ Edda cổ điển (nếu có thể) là Völundr, nhân vật chủ đạo của bài thơ Völundarkviða. Tuy nhiên, elf lại hay được nhắc đến trong cụm từ lặp lại âm đầu Æsir ok Álfar ('Æsir và đàn elf') và các biến thể của cụm. Đây rõ ràng là một công thức thơ tồn tại trong một thời gian dài, chứng tỏ elf có mối liên hệ bền chặt với các vị thần được gọi là, hoặc thậm chí đưa ra giả thuyết rằng elf với Æsir là một và giống nhau. Việc ghép cặp này được đặt song song trong bài thơ Wið færstice viết bằng tiếng Anh cổ và trong hệ thống tên cá nhân của nhóm ngôn ngữ German. Hơn nữa, trong thơ skald, từ elf được dùng như từ chỉ các vị thần.
Bài thơ skald Austrfaravísur do Sigvatr Þórðarson sáng tác trong khoảng năm 1020 đề cập đến một álfablót ('lễ thờ cúng 'elf') ở Edskogen, nơi ngày nay là miền nam Thụy Điển. Elf dường như không có bất kỳ sự phân biệt rạch ròi nào giữa con người và thần thánh. Tương tự như Æsir, vào thời ấy, elf có lẽ được coi là có hình dáng như con người và tồn tại đối địch với người khổng lồ (Jötunn). Nhiều nhà bình luận đã (hoặc thay vào đó) lập luận về sự trùng lặp khái niệm giữa elf và người lùn trong thần thoại Bắc Âu cổ, điều này cũng phù hợp với phương hướng chung trong các bằng chứng thời Trung Cổ của Đức.
Có những hàm ý rằng thần Freyr có liên hệ với elf. Nói một cách chi tiết thì Álfheimr (nghĩa đen là 'thế giới của elf') là vùng đất mà Freyr nhận được trong bài thơ Grímnismál. Snorri Sturluson xác định Freyr là một trong những Vanir. Tuy nhiên, thuật ngữ Vanir lại hiếm xuất hiện trong thơ Edda, và rất hiếm gặp trong thơ skald, nó cũng thường không được cho là hiện diện trong ngữ tộc German. Do mối liên hệ giữa Freyr và elf, người ta từ lâu đã hoài nghi rằng álfar và Vanir ít nhiều là những từ khác nhau để chỉ cùng một nhóm sinh vật. Tuy nhiên, điều này không được chấp nhận một cách thống nhất. Một từ ẩn dụ trong thơ ca cổ (kenning) chỉ mặt trời là álfröðull (nghĩa đen là 'đĩa elf') mang nét nghĩa không chắc chắn, nhưng gợi ý về mối liên hệ giữa elf và mặt trời.
Mặc dù các từ liên quan mang nét nghĩa hơi không chắc chắn, nhưng có vẻ Völundr được mô tả khá rõ ràng là một trong những elf trong bài thơ Völundarkviða. Vì hành động nổi bật nhất của ông trong bài thơ là cưỡng hiếp Böðvildr, được biết là bài thơ đã đề cập elf là mối đe đọa tình dục đối với các thiếu nữ. Ý tưởng tương tự cũng có trong hai bài thơ Edda hậu cổ điển chịu ảnh hưởng từ dòng văn học lãng mạn hiệp sĩ và Breton lai là Kötludraumur và Gullkársljóð. Ý tưởng này cũng xuất hiện trong các truyền thuyết về sau của vùng Scandinavia và sau này nữa, vì vậy hai bài thơ có thể là nguồn chứng thực ban đầu cho truyền thuyết. Elf cũng xuất hiện trong một vài câu thần chú, bao gồm cả bùa chú rune Bergen trong các bản khắc ở Bryggen.

#### Những cứ liệu khác

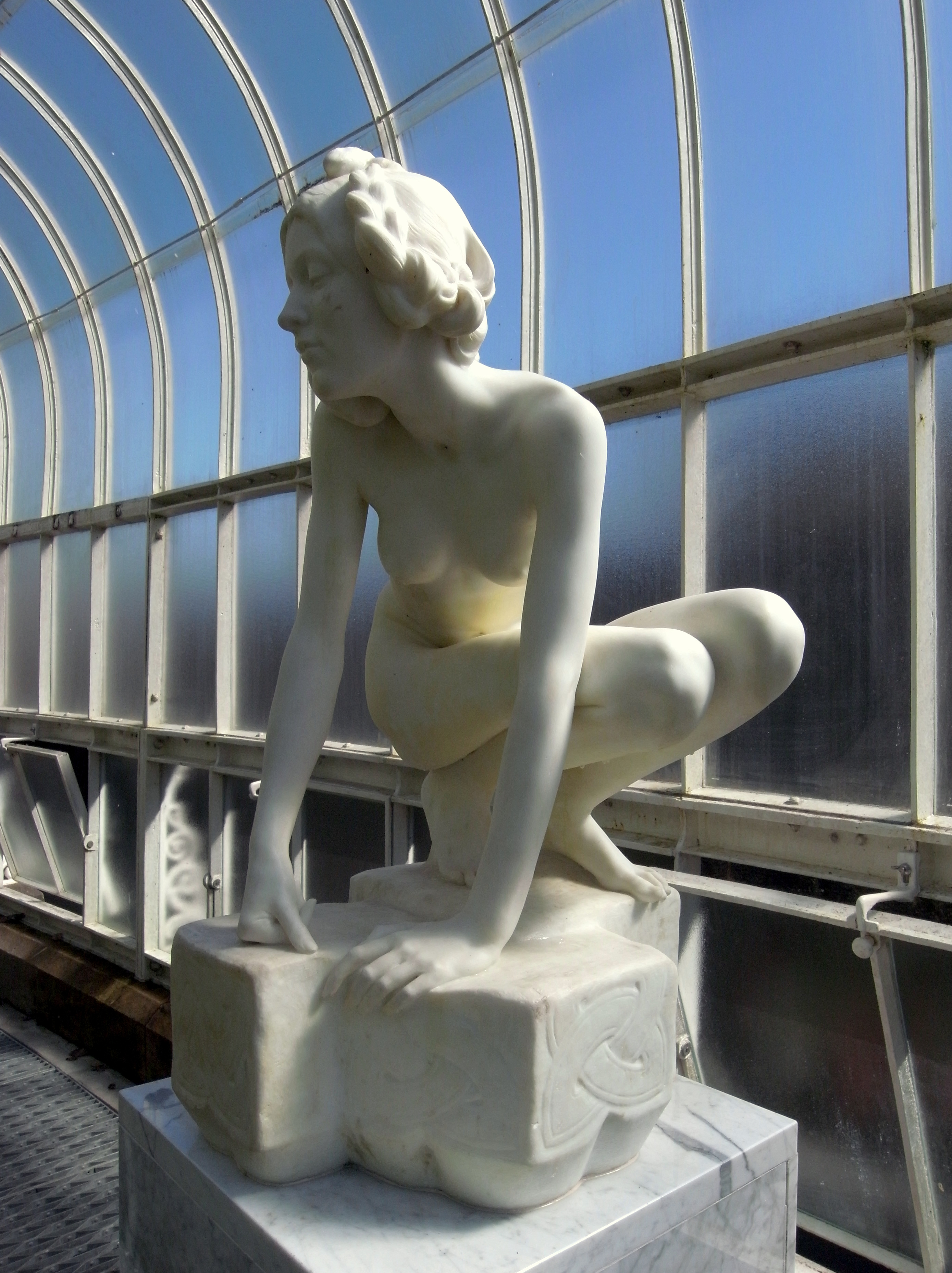
Vườn Bách thảo Glasgow. Cung điện Kibble. William Goscombe John, The Elf, 1899.

Sự xuất hiện của elf trong saga được định rõ chặt chẽ theo thể loại. Những saga của người Iceland, saga của giám mục, và saga đương đại thường hạn chế miêu tả về siêu nhiên, hiếm khi đề cập kỹ đến álfar mà chỉ lướt qua nó. Mặc cho sự hạn chế, những văn bản này vẫn cung cấp một số bằng chứng tốt nhất về sự hiện diện của elf trong các tín ngưỡng thường gặp ở vùng Scandinavia thời Trung Cổ. Chúng bao gồm một đề cập thoáng qua về việc bắt gặp elf đang cưỡi ngựa vào năm 1168 (trong Sturlunga saga); đề cập đến álfablót ('lễ thờ cúng 'elf') trong Kormáks saga; và sự tồn tại của phép uyển ngữ ganga álfrek ('xua đổi elf') có nghĩa là "đi vệ sinh" trong Eyrbyggja saga.
Các saga huyền thoại có xu hướng làm elf nổi bật lên là những huyền thoại tổ tiên hoặc kể về sự giao hợp giữa anh hùng với phụ nữ elf. Heimskringla có đề cập đến vùng đất Álfheimr trong khi Þorsteins saga Víkingssonar lại có câu nhắc đến các vị vua địa phương trị vì Álfheim, họ sở hữu dòng máu elf chảy trong người nên được cho là đẹp hơn tất thảy mọi đàn ông. Trong Hrólfs saga kraka, em gái cùng cha khác mẹ của Hrolfr Kraki, Skuld chính là con lai của Vua Helgi và một phụ nữ elf (álfkona). Skuld rất thạo phép phù thủy (seiðr). Tuy nhiên, miêu tả về Skuld trong những nguồn tài liệu trước đó lại không có yếu tố này. Phiên bản Þiðreks saga của Nibelungen (Niflungar) mô tả Högni là con trai của nữ hoàng loài người và elf, nhưng không có dòng dõi nào như vậy được thuật lại trong nhóm tác phẩm Edda, Völsunga saga, hoặc Nibelungenlied. Những đề cập đến elf tương đối ít ỏi trong saga hiệp sĩ thậm chí còn có xu hướng kì quái.
Cả vùng Scandinavia lục địa và Iceland đều rải rác những đề cập đến elf trong các văn bản y tế, đôi khi được viết bằng tiếng Latinh hoặc tồn tại dưới dạng bùa hộ mệnh, nơi elf bị coi là nguồn cơn của bệnh tật. Hầu hết trong số chúng có mối liên kết với ngôn ngữ Hạ Đức.

### Văn tự Đức thời Trung Cổ

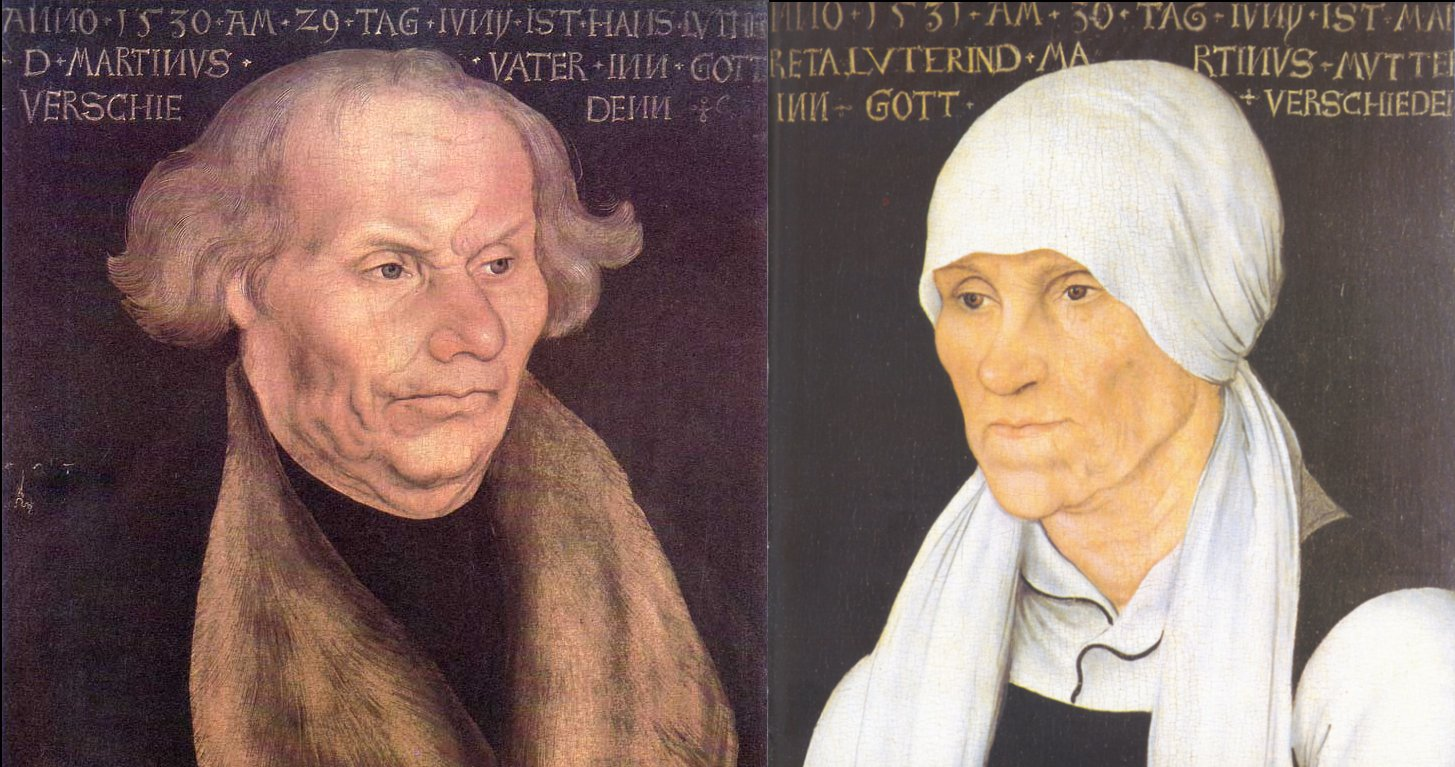
Chân dung Margarethe Luther (phải), mà Martin tin rằng bà đã bị elbe ('đàn elf') quấy nhiễu

Từ alp trong tiếng Thượng Đức cổ chỉ được chứng thực trong một số lượng nhỏ những chú thích. Từ này được Althochdeutsches Wörterbuch định nghĩa là một "vị thần tự nhiên hoặc ác quỷ tự nhiên, tương đương với thần Faun trong thần thoại cổ điển... được xem là những sinh vật kỳ lạ, hung dữ... Y như loài mare chuyên quấy rối phụ nữ". Theo đó, từ tiếng Đức Alpdruck (nghĩa đen là 'sự áp bức của elf') có nghĩa là "cơn ác mộng". Cũng có bằng chứng liên kết elf với bệnh tật, cụ thể là chứng động kinh.
Trong một nguồn cảm hứng tương tự, elf trong tiếng Hạ Đức trung đại thường bị liên kết với sự lừa gạt hoặc gây hoang mang cho mọi người trong cụm từ được nhắc nhiều đến mức nó có vẻ như là một câu tục ngữ: die elben/der alp trieget mich ('đàn elf/elf đang lừa phỉnh tôi'). Mẫu câu có nội dung tương tự vẫn duy trì trong tiếng Đức cận đại. Sự lừa phỉnh này đôi khi cũng cho thấy khía cạnh cám dỗ thường gặp trong tài liệu tiếng Anh và ngôn ngữ vùng Scandinavia: nổi tiếng nhất là bài Minnesang thứ năm của Heinrich von Morungen ra đời đầu thế kỷ 13 "Von den elben wirt entsehen vil manic man / Sô bin ich von grôzer liebe entsên" ("nhiều người bị đàn elf làm cho mê mẩn / vì vậy tôi cũng bị tình yêu cao cả làm cho mê đắm"). Elbe cũng được sử dụng để dịch những từ chỉ nymph trong thời kỳ này.
Trong những lời cầu nguyện thời hậu kỳ Trung Cổ, elf hiện lên như một thế lực đe dọa, thậm chí là xuất quỷ nhập thần. Ví dụ, có những lời cầu nguyện kêu gọi sự giúp đỡ của Chúa để chống các cuộc tấn công về đêm của Alpe. Tương tự như vậy, trong thời kỳ cận đại, elf được mô tả là làm những chuyện xấu xa theo mệnh lệnh của phù thủy ở miền bắc nước Đức. Martin Luther tin rằng mẹ ông đã khổ sở vì điều này.
Có vẻ như trong tiếng Đức, elf ở một chừng mực nào đó đã được đúc kết thành một với người lùn (tiếng Thượng Đức trung đại: getwerc). Vì vậy, một số người lùn đã xuất hiện trong anh hùng ca của Đức được xem là có liên quan đến elf. Vào thế kỷ 19, các học giả có xu hướng tin rằng người lùn Alberich có tên mà theo từ nguyên nghĩa là "elf hùng mạnh". Cách đặt tên này có vẻ chịu ảnh hưởng bởi các truyền thuyết ban đầu về elf.

## Văn hóa dân gian hậu Trung Cổ

### Vương quốc Anh

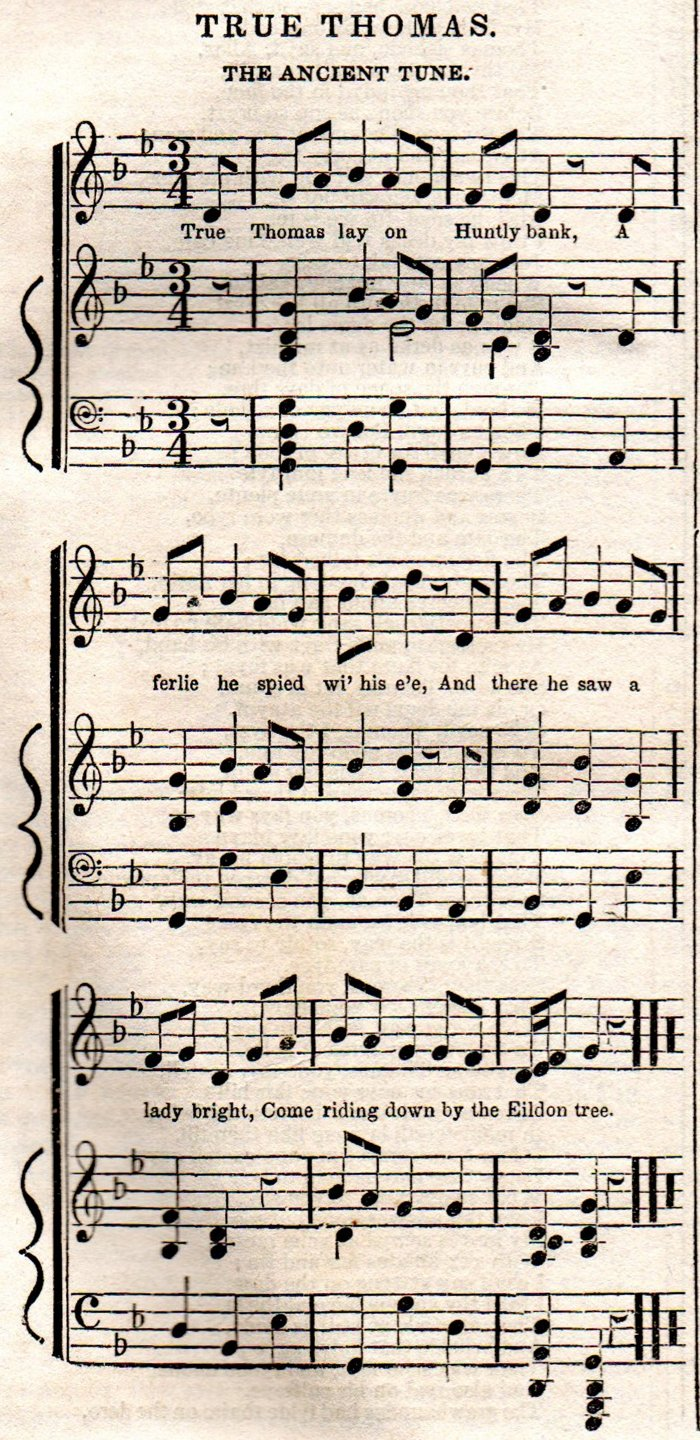
Thomas the Rhymer trong tuyển tập ballad Minstrelsy of the Scottish Border của Walter Scott

Trong khoảng giai đoạn Hậu kỳ Trung Cổ, từ elf bắt đầu được sử dụng trong tiếng Anh như thuật ngữ đồng nghĩa một cách tương đối với từ fairy trong tiếng Pháp. Trong văn học và nghệ thuật của giới tinh hoa, ít nhất, từ này cũng có liên hệ với những sinh vật siêu nhiên như Puck, hobgoblin, Robin Goodfellow, brownie trong tiếng Anh và tiếng Scotland, và hob trong tiếng Anh Northumbria.
Tuy nhiên, ở Scotland và các vùng phía bắc nước Anh gần biên giới Scotland, niềm tin về elf vẫn dễ nhận thấy cho đến tận thế kỷ 19. James VI của Scotland và Robert Kirk đã thảo luận về elf một cách nghiêm túc. Niềm tin về elf được chứng thực rõ ràng trong các vụ xét xử phù thủy ở Scotland, đặc biệt là vụ xử án Issobel Gowdie; và những câu chuyện liên quan đến elf cũng xuất hiện trong truyện dân gian. Có một số lượng lớn những bản ballad thuật lại câu chuyện về elf, chẳng hạn như Thomas the Rhymer kể về người đàn ông gặp gỡ một elf nữ; Tam Lin, The Elfin Knight, và Lady Isabel and the Elf-Knight đều kể về một "Hiệp sĩ Elf" đi cưỡng hiếp, gạ gẫm hoặc bắt cóc phụ nữ; và The Queen of Elfland's Nourice kể về người phụ nữ bị bắt cóc để làm nhũ mẫu cho em bé của nữ vương elf cho đến khi đứa bé cai sữa thì bà có thể trở về nhà.

### Scandinavia

#### Thuật ngữ học
Trong văn hóa dân gian vùng Scandinavia, một loạt các sinh vật siêu nhiên giống người có thể từng được nghĩ là elf và phần nào đó bắt nguồn từ tín ngưỡng Scandinavia thời Trung Cổ. Tuy nhiên, đặc điểm và tên gọi của những sinh vật này rất khác nhau theo không gian và thời gian, và chúng không được phân loại gọn gàng. Những sinh vật này đôi khi được biết đến bằng những từ có mối liên hệ trực tiếp với từ álfr trong tiếng Bắc Âu cổ. Dù vậy, trong các ngôn ngữ hiện đại, những thuật ngữ truyền thống liên quan đến álfr có xu hướng được thay thế bằng thuật ngữ khác. Mọi thứ còn phức tạp hơn bởi thực tế là khi đề cập đến elf trong thần thoại Bắc Âu cổ, học giả đã tiếp nhận thêm dạng mới dựa vào từ álfr trong tiếng Bắc Âu cổ. Bản sau đây sẽ tóm tắt về nhóm từ liên quan đến elf trong các ngôn ngữ tiêu chuẩn của vùng Scandinavia.
| ngôn ngữ             | thuật ngữ liên quan đến elf trong cách dùng truyền thống | thuật ngữ chính có nghĩa tương tự như cách dùng truyền thống | thuật ngữ hàn lâm chỉ elf trong thần thoại Bắc Âu |
| -------------------- | -------------------------------------------------------- | ------------------------------------------------------------ | ------------------------------------------------- |
| tiếng Đan Mạch       | elver, elverfolk, ellefolk                               | nøkke, nisse, fe                                             | alf                                               |
| tiếng Thụy Điển      | älva                                                     | skogsrå, skogsfru, tomte                                     | alv, alf                                          |
| Tiếng Na Uy (bokmål) | alv, alvefolk                                            | vette, huldra                                                | alv                                               |
| tiếng Iceland        | álfur                                                    | huldufólk                                                    | álfur                                             |

#### Diện mạo và hành vi

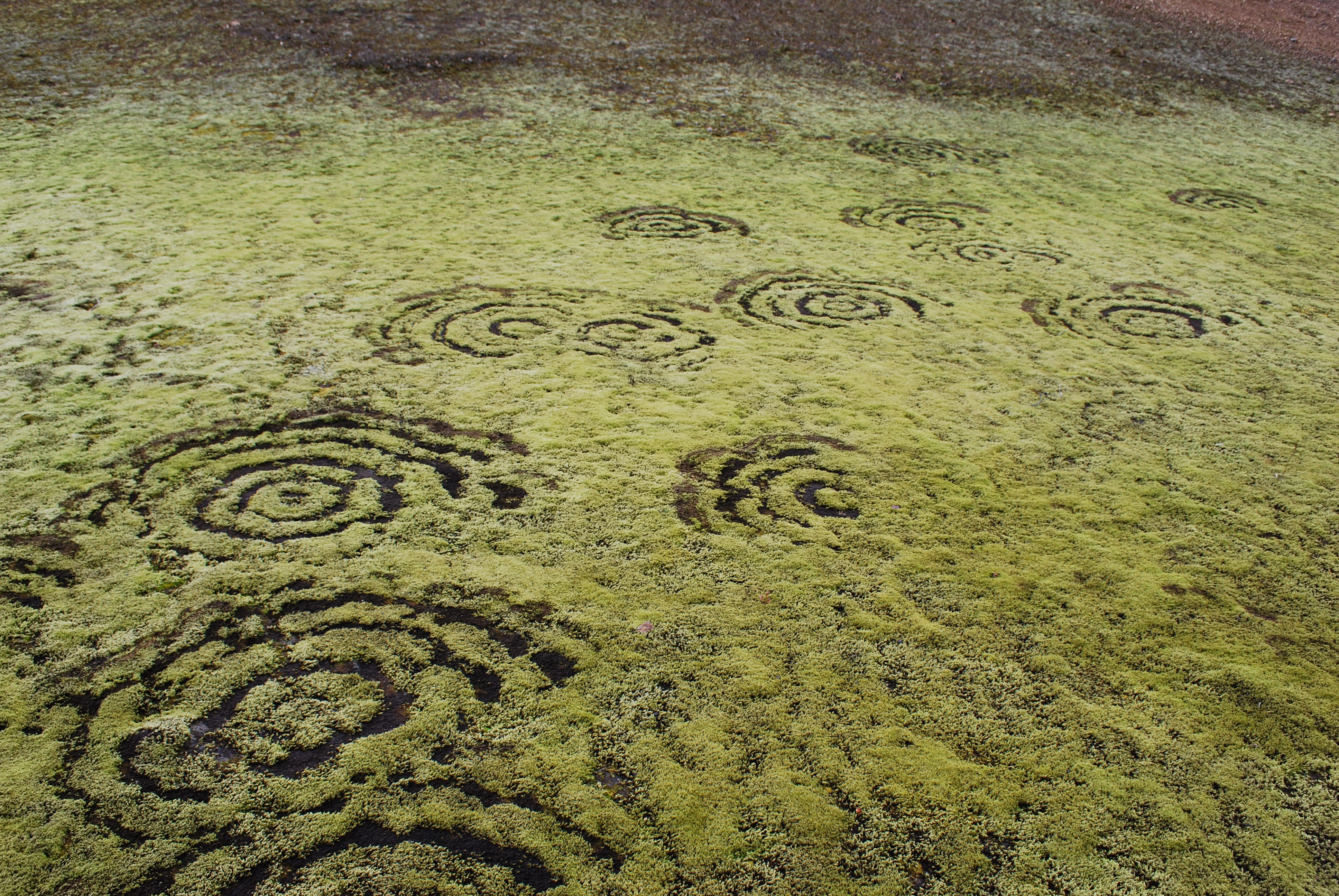
Vòng tròn elf trên bãi rêu ở Iceland

Elf của thần thoại Bắc Âu khi hòa vào văn hóa dân gian thường mang giới tính nữ, họ sống trên những ngọn đồi và gò đá. Trong tiếng Thụy Điển có từ älvor nghĩa là cô gái xinh đẹp tuyệt trần sống trong rừng với một vị vua elf.

Có thể bắt gặp elf nhảy múa trên đồng cỏ, đặc biệt là vào ban đêm và vào những buổi sáng mờ sương. Sau khi nhảy xong, họ thường để lại một vòng tròn gọi là älvdanser (vũ điệu elf) hoặc älvringar (vòng tròn elf), có quan niệm cho rằng ai mà đi tiểu vào vòng tròn đó thì sẽ mắc bệnh hoa liễu. Vòng tròn elf thông thường là vòng thần tiên bao gồm một vòng nấm nhỏ, nhưng cũng có những loại vòng tròn elf khác. Theo lời của nhà sử học địa phương Anne Marie Hellström:
... Trên bờ hồ, nơi rừng và hồ tiếp giáp nhau, bạn có thể thấy những vòng tròn elf. Có những vệt tròn nơi mà cỏ được san phẳng như sàn nhà. Elf đã nhảy ở đó. Tại Hồ Tisnaren, tôi từng thấy một trong số chúng. Nó có thể trở nên nguy hiểm và khiến ai đó mắc bệnh nếu họ trót lỡ giẫm đạp lên một nơi nào như vậy hoặc phá hủy bất cứ thứ gì ở đó.

Nếu một người nào đó có cơ hội chiêm ngưỡng vũ điệu của đàn elf, họ sẽ phát hiện ra rằng mới chỉ xem elf nhảy múa vài tiếng đồng hồ thôi mà cũng mấy năm trôi qua ở thế giới thực rồi. Con người được mời hoặc bị dụ dỗ tới tiệc khiêu vũ của đàn elf là một mô típ phổ biến chịu ảnh hưởng từ những bản ballad cổ của vùng Scandinavia.

#### Elf là nguồn cơn của bệnh tật

"Dấu thập Elf" để chống lại những con elf độc ác.

Trong các câu chuyện dân gian ở vùng Scandinavia, elf thường đóng vai trò là những linh hồn truyền nhiễm bệnh tật. Trường hợp phổ biến nhất, mặc dù cũng vô hại nhất là da sẽ sưng tấy lên đủ kiểu. Triệu chứng này được gọi là älvablåst (bọng nước elf) và có thể chữa khỏi bằng một đòn phản lực mạnh (một cặp ống thổi cầm tay là hữu dụng nhất cho ý định này). Ở Scandinavia có phát hiện ra một loại tranh khắc trên đá (chữ tượng hình trên đá) gọi là Skålgropar, vào thời cổ đại nó được gọi älvkvarnar (hố bát của elf) vì người xưa tin rằng elf đã sử dụng nơi này. Người xưa tin rằng họ có thể xoa dịu elf bằng cách thết đãi elf một món ăn (thường là bơ) và đặt món ăn vào hố bát của elf.
Người Scandinavia thường sử dụng một con dấu gọi là dấu thập Elf (Alfkors, Älvkors hoặc Ellakors), được khắc trên các tòa nhà hoặc đồ vật khác để bảo vệ bản thân và gia súc khỏi những con elf độc ác. Dấu thập tồn tại ở 2 hình dạng, một là ngôi sao 5 cánh và vẫn còn sử dụng ở Thụy Điển đầu thế kỷ 20, được sơn hoặc chạm khắc trên cửa, tường và đồ dùng gia đình để chống lại elf. Dạng thứ hai là dấu thập bình thường được chạm khắc trên một đĩa bạc hình tròn hoặc thuôn dài. Dấu thập dạng thứ hai cũng có thể được sử dụng như mặt dây chuyền của vòng cổ và để có đủ ma thuật, mặt dây chuyền phải được rèn trong ba buổi tối bằng bạc, với chín loại bạc được kế thừa từ những nguồn khác nhau. Ở một số địa điểm, mặt dây chuyền phải đặt trên bàn thờ của một nhà thờ trong ba ngày chủ nhật liên tiếp.

#### Đến thời hiện tại
Ở Iceland, sự thể hiện niềm tin vào huldufólk ('sinh vật ẩn khuất'), tức là là đàn elf sống trên thành hệ đá, vẫn còn tương đối phổ biến. Ngay cả khi người Iceland không bày tỏ niềm tin một cách rõ ràng, họ thường miễn cưỡng bày tỏ sự hoài nghi. Một nghiên cứu năm 2006 và 2007 của khoa Khoa học Xã hội Đại học Iceland cho thấy nhiều người sẽ không loại trừ sự tồn tại của elf và bóng ma. Kết quả này cũng tương tự như cuộc khảo sát năm 1974 của Erlendur Haraldsson. Trưởng nhóm nghiên cứu năm 2006–2007 là Terry Gunnell tuyên bố: "Người Iceland có vẻ cởi mở với những hiện tượng kỳ lạ như mơ thấy tương lai, điềm báo, bóng ma và elf hơn những quốc gia khác".
Cho dù có một số lượng đáng kể người Iceland tin vào elf hay không thì elf chắc chắn vẫn nổi bật trong những bài diễn thuyết quốc gia. Trong các câu chuyện truyền miệng và báo cáo tin tức, elf thường xuyên được đề cập là phá hoại công trình nhà cửa và đường xá. Trong bài phân tích của Valdimar Tr. Hafstein, "những câu chuyện kể về cuộc khởi nghĩa của elf thể hiện sự trừng phạt của thế lực siêu nhiên đối với quá trình đô thị hóa; có nghĩa là thế lực siêu nhiên bảo vệ và bắt con người tuân theo những giá trị dân dã và văn hóa nông thôn truyền thống." Elf cũng đóng vai trò quan trọng trong văn học Iceland đương đại.

## Văn hóa giới tinh hoa hậu Trung Cổ

### Văn hóa giới tinh hoa thời cận đại

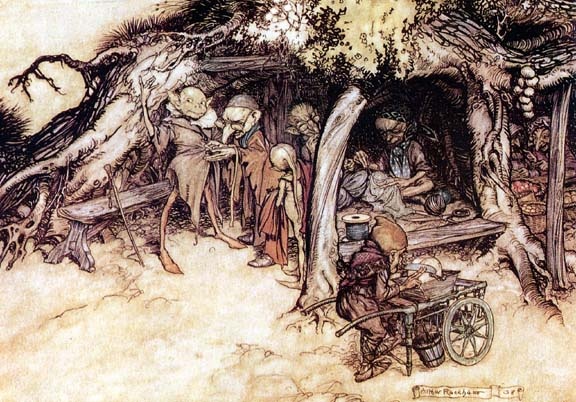
Minh họa cho elf trong vở kịch Giấc mộng đêm hè

Châu Âu thời cận đại đã lần đầu chứng kiến sự trỗi dậy của nền văn hóa dành cho tầng lớp thượng lưu: trong khi cuộc Cải cách Kháng nghị cổ vũ cho chủ nghĩa hoài nghi mới và sự chống lại những giá trị tín ngưỡng truyền thống, thì chủ nghĩa lãng mạn ngay sau đó lại khuyến khích giới tinh hoa có học thức hãy tôn sùng những giá trị đó. Tác động của điều này đối với sự sáng tác về elf thể hiện rõ ràng nhất ở Anh và Đức, với sự phát triển của mỗi một quốc gia có ảnh hưởng đến quốc gia khác. Ở vùng Scandinavia, trào lưu lãng mạn cũng trở nên nổi bật, và văn học viết là ngữ cảnh chính để tiếp tục sử dụng từ elf, ngoại trừ những từ đã lỗi thời để chỉ bệnh tật. Tuy nhiên, truyền thuyết truyền miệng về những sinh vật như elf vẫn còn đáng chú ý ở vùng Scandinavia đầu thế kỷ 20.
Elf bước vào nền văn hóa của giới tinh hoa thời cận đại sớm nhất và rõ ràng nhất là trong văn học Anh thời Elizabeth. Vào thời kỳ này, bài thơ The Faerie Queene (1590–) của Edmund Spenser đã sử dụng từ fairy và elf một cách luân phiên để chỉ những sinh vật có kích thước như con người, nhưng chúng là những hình tượng phức tạp, tưởng tượng và mang tính ngụ ngôn. Spenser cũng trình bày lời giải thích của riêng mình về nguồn gốc của Elfe và Elfin kynd, cho rằng chúng được Prometheus tạo ra. Tương tự như vậy, trong vở kịch Romeo và Juliet (1592) của William Shakespeare có nói về hiện tượng "elf-lock" (tóc rối) do Nữ vương Mab, "nữ hộ sinh của các tiên nữ" gây ra. Hình tượng elf trong vở kịch Giấc mộng đêm hè lại đề ra ý tưởng rằng họ là những sinh vật nhỏ bé và thoát tục. Tầm ảnh hưởng của Shakespeare và Michael Drayton khiến việc sử dụng từ elf và fairy để chỉ những sinh vật nhỏ bé trở thành tiêu chuẩn, có tầm ảnh hưởng lâu dài thường thấy trong các câu chuyện cổ tích về elf, được tập hợp lại vào thời hiện đại.

### Trào lưu lãng mạn

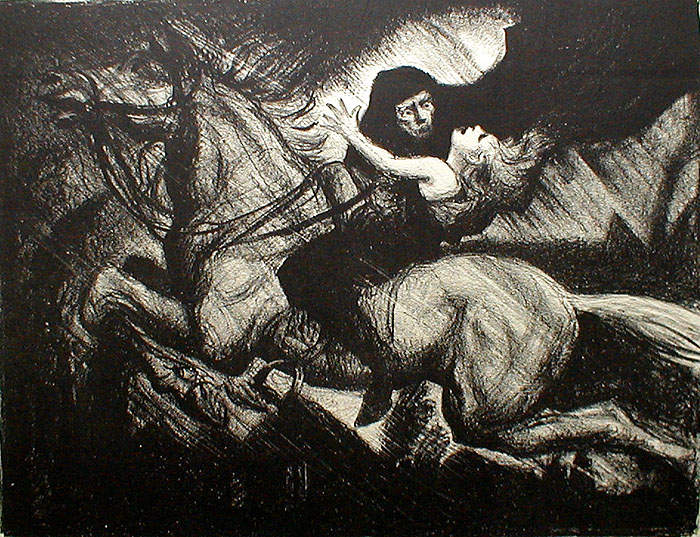
Minh họa về Vua Elf trong bài thơ Der Erlkönig (k. 1910)

Những quan niệm về elf trong tiếng Anh cận đại ban đầu có tầm ảnh hưởng ở Đức vào thế kỷ 18. Từ Elf (m) và Elfe (f) được đưa vào trong tiếng Đức hiện đại như là từ mượn từ tiếng Anh vào thập niên 1740, và dễ nhận thấy nhất là trong bản dịch Giấc mộng đêm hè của Christoph Martin Wieland vào năm 1764.
Khi chủ nghĩa lãng mạn Đức đang trên đà phát triển và các nhà văn bắt đầu tìm kiếm giá trị văn hóa dân gian đích thực, Jacob Grimm đã loại bỏ từ Elf và đề xướng việc sử dụng lại hình thức cũ là Elb (số nhiều là Elbe hoặc Elben). Tương tự như vậy, Johann Gottfried Herder đã dịch bản ballad Elveskud tiếng Đan Mạch sang tiếng Đức với tiêu đề "Erlkönigs Tochter" ('Con gái của Vua Elf'; có vẻ như Herder đã đưa thuật ngữ Erlkönig vào trong tiếng Đức thông qua một sự Đức hóa nhầm lẫn từ elf trong tiếng Đan Mạch) trong tuyển tập ca khúc dân gian Stimmen der Völker in Liedern ra mắt năm 1778. Điều này truyền cảm hứng cho Goethe sáng tác ra bài thơ Der Erlkönig. Bài thơ của Goethe đã truyền cảm hứng cho khái niệm lãng mạn về Erlking, vốn có ảnh hưởng đến hình tượng elf trong văn học kể từ thế kỷ 19 trở đi.
Ở Scandinavia vào thế kỷ 19, truyền thuyết về elf đã chuyển thành truyền thuyết về những nàng tiên nhỏ, có đôi cánh như côn trùng. Những sinh vật này thường được gọi là "đàn elf" (älvor trong tiếng Thụy Điển hiện đại, alfer trong tiếng Đan Mạch, álfar trong tiếng Iceland), mặc dù bản dịch chính thức hơn trong tiếng Đan Mạch lại là feer. Vì vậy, từ alf trong truyện cổ tích Rosen Alfen ('Nàng elf nhỏ trên cây hoa hồng') của nhà văn người Đan Mạch Hans Christain Andersen, là chỉ sinh vật nhỏ bé đến mức có thể sử dụng hoa hồng làm nhà và có "đôi cánh dài từ vai đến chân". Andersen cũng viết về elvere trong truyện cổ tích Elverhøj. Elf trong câu chuyện này giống với elf trong văn hóa dân gian Đan Mạch, kể về những phụ nữ xinh đẹp, sống trên những ngọn đồi và tảng đá, và có khả năng khiêu vũ cùng một người đàn ông cho đến khi anh ta chết. Giống như huldra ở Na Uy và Thụy Điển, elf trong văn hóa dân gian Đan Mạch có phần lưng hõm sâu.
Văn học truyền thống của Anh và Đức đều ảnh hưởng đến hình tượng elf trong văn học thời Victoria, vốn xuất hiện trong hình minh họa là người đàn ông và phụ nữ tí hon với đôi tai nhọn, đội mũ len. Lấy ví dụ là truyện cổ tích Princess Nobody (1884) của Andrew Lang, do Richard Doyle minh họa, có thể hiện nàng tiên là người tí hon với đôi cánh bướm, trong khi elf là những người tí hon đội mũ len đỏ. Những quan niệm này vẫn còn nổi bật trong văn học thiếu nhi thế kỷ 20, ví dụ như bộ truyện The Faraway Tree của Enid Blyton chịu ảnh hưởng từ văn học lãng mạn Đức. Theo đó, trong truyện cổ tích của anh em nhà Grimm là Die Wichtelmänner (nghĩa đen là "những người đàn ông nhỏ bé"), nhân vật chính cùng tên tác phẩm là hai người tí hon trần như nhộng giúp đỡ một người thợ đóng giày làm việc.
Mặc dù Wichtelmänner giống với những sinh vật như kobold, người lùn và brownie, câu chuyện đã được Margaret Hunt dịch sang tiếng Anh vào năm 1884 với tựa đề The Elves and the Shoemaker. Điều này cho thấy ý nghĩa từ elf thay đổi như thế nào, và tầm ảnh hưởng của từ đó: cách sử dụng có sự lặp lại, chẳng hạn như house-elf trong truyện Harry Potter của J. K. Rowling. Về phần J. R. R. Tolkien, ông đề nghị sử dụng từ Elb trong các bản dịch tác phẩm của mình, như được ghi trong sách hướng dẫn Guide to the Names in The Lord of the Rings (1967). Elb, Elben do đó đã được đưa vào trong bản dịch tiếng Đức năm 1972 của Chúa tể những chiếc nhẫn, tái phổ biến lại dạng tiếng Đức của từ.

## Trong văn hóa đại chúng

### Yêu tinh Giáng sinh

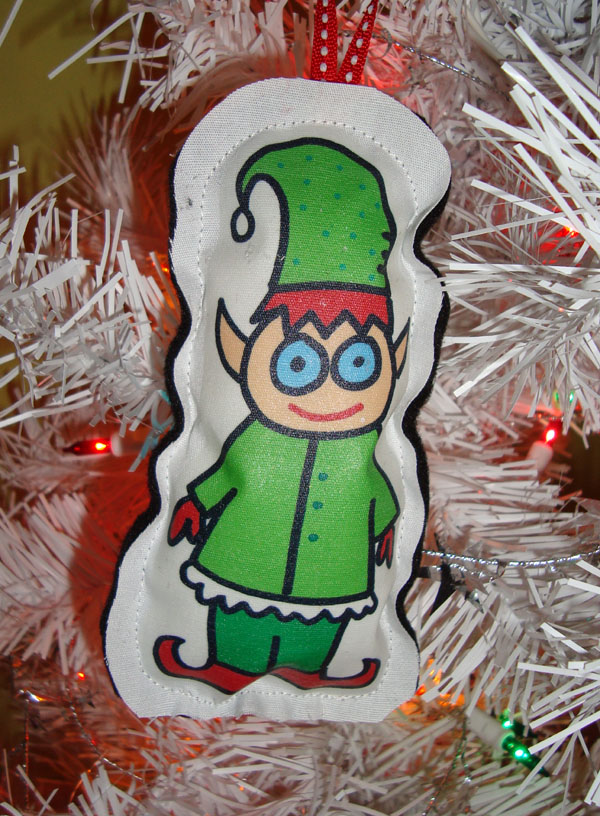
Hình tượng elf trên đồ trang trí Giáng sinh

Cùng với quá trình công nghiệp hóa và phổ cập giáo dục đại chúng, văn hóa dân gian truyền thống về elf đã suy yếu, nhưng khi văn hóa đại chúng nổi lên như một hiện tượng, elf đã được tái hiện dựa trên cơ sở hình tượng trong văn học lãng mạn và chủ nghĩa Trung Cổ. Khi truyền thuyết Giáng sinh ở Mỹ được kết tinh vào thế kỷ 19, bài thơ "A Visit from St. Nicholas" (1823) (được biết đến rộng rãi là "Twas the Night before Christmas") đã khắc họa Thánh Nicholas là "một elf già vui tính dễ chịu". Những người giúp việc cho Thánh Nicholas được gọi là "elf của ông già Noel", một phần lấy cảm hứng từ truyện dân gian như The Elves and the Shoemaker.
Nguồn gốc của truyền thuyết này vẫn chưa có lời giải đáp, nhưng có thể bắt nguồn từ xuất bản phẩm liên quan đến Giáng sinh của họa sĩ biếm họa người Mỹ gốc Đức Thomas Nast. Do đó, ở Hoa Kỳ, Canada, Vương quốc Anh và Ireland, văn hóa dân gian trong mắt trẻ em hiện đại về ông già Noel thường bao gồm những chú elf nhỏ, nhanh nhẹn, mặc áo xanh với tai nhọn, mũi dài và mũ nhọn, là những trợ thủ đắc lực của ông già Noel. Họ sản xuất đồ chơi trong một nhà xưởng ở Bắc Cực. Vai trò của elf trong vai người giúp việc của ông già Noel tiếp tục được yêu thích, bằng chứng là thành công của bộ phim Giáng sinh nổi tiếng Elf (2003).

### Tác phẩm kỳ ảo

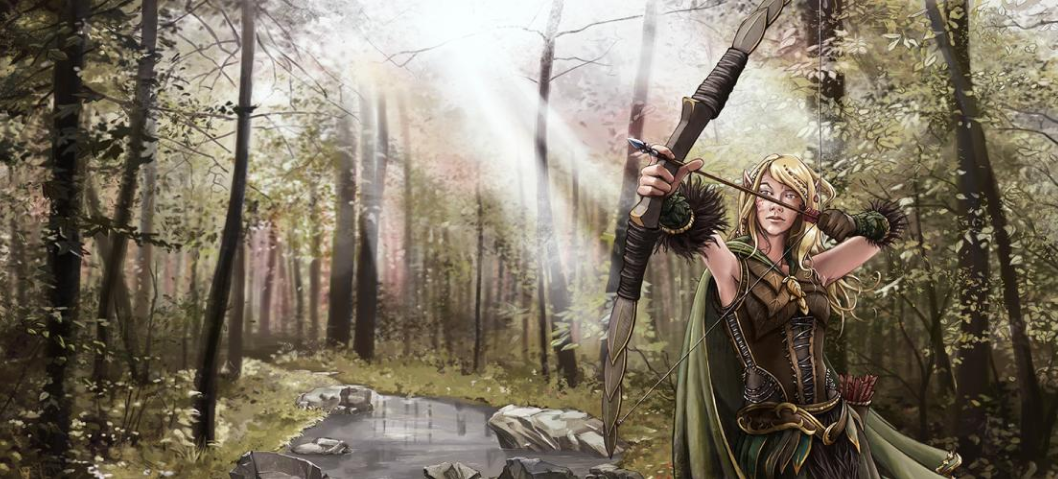
Minh họa điển hình về elf nữ trong thể loại kỳ ảo sử thi

Thể loại kỳ ảo trong thế kỷ 20 phát triển từ chủ nghĩa lãng mạn thế kỷ 19, khi mà một số học giả từ thế kỷ 19 như Andrew Lang và anh em nhà Grimm đã sưu tầm những câu chuyện cổ tích từ văn hóa dân gian và trong một số trường hợp, câu chuyện được kể lại một cách phóng tác. Tác phẩm tiên phong của thể loại kỳ ảo là The King of Elfland's Daughter (1924) của Lord Dunsany. Loài elf ở Trung Địa đóng vai trò trung tâm trong kho tàng truyền thuyết của Tolkien, nổi bật là Anh chàng Hobbit và Chúa tể của những chiếc nhẫn. Kho tàng truyền thuyết này có ảnh hưởng rất lớn đến phong cách viết truyện kỳ ảo sau này.
Cách hành văn của Tolkien có ảnh hưởng lớn đến mức trong thập niên 1960 và về sau, elf nói ngôn ngữ của elf trong tiểu thuyết của Tolkien đã trở thành nhân vật không phải loài người trong các tác phẩm kỳ ảo sử thi và trò chơi nhập vai kỳ ảo. Elf trong những tác phẩm kỳ ảo ra đời sau sáng tác của Tolkien (không chỉ xuất hiện trong tiểu thuyết mà còn trong các trò chơi nhập vai như Dungeons & Dragons) thường được miêu tả là khôn ngoan và xinh đẹp hơn con người, với giác quan và tri giác nhạy bén hơn, cũng như việc họ bất lão và có thể sống rất lâu. Họ có thiên phú về ma thuật, tinh thần nhạy bén và yêu thiên nhiên, nghệ thuật và ca hát. Họ thường là những cung thủ tài ba với điểm nổi bật thường thấy trong tác phẩm kỳ ảo ngày nay là đôi tai nhọn.
Trong tác phẩm mà elf là nhân vật chính, chẳng hạn như The Silmarillion hay bộ truyện tranh Elfquest của Wendy và Richard Pini, elf thể hiện một loạt hành vi tương tự như con người, nhưng điều phân biệt elf với loài người là sức mạnh thể chất phi thường. Tuy nhiên, khi các câu chuyện lấy con người làm trung tâm hơn, chẳng hạn như Chúa tể của những chiếc nhẫn, thì elf có xu hướng đóng vai trò là người ngoài cuộc mạnh mẽ, thậm chí là mối đe dọa. Bất chấp tính hư cấu rõ ràng của tiểu thuyết và trò chơi kỳ ảo, học giả nhận thấy rằng elf trong các tác phẩm này tiếp tục đóng vai trò tinh tế trong việc định hình danh tính ngoài đời thực của khán giả, độc giả. Lấy ví dụ, elf có thể đóng vai trò là mã hóa của những chủng tộc khác nhau ở thế giới thực vào trong trò chơi điện tử, hoặc tác động đến chuẩn mực giới tính thông qua văn học.

## Thư viện hình ảnh

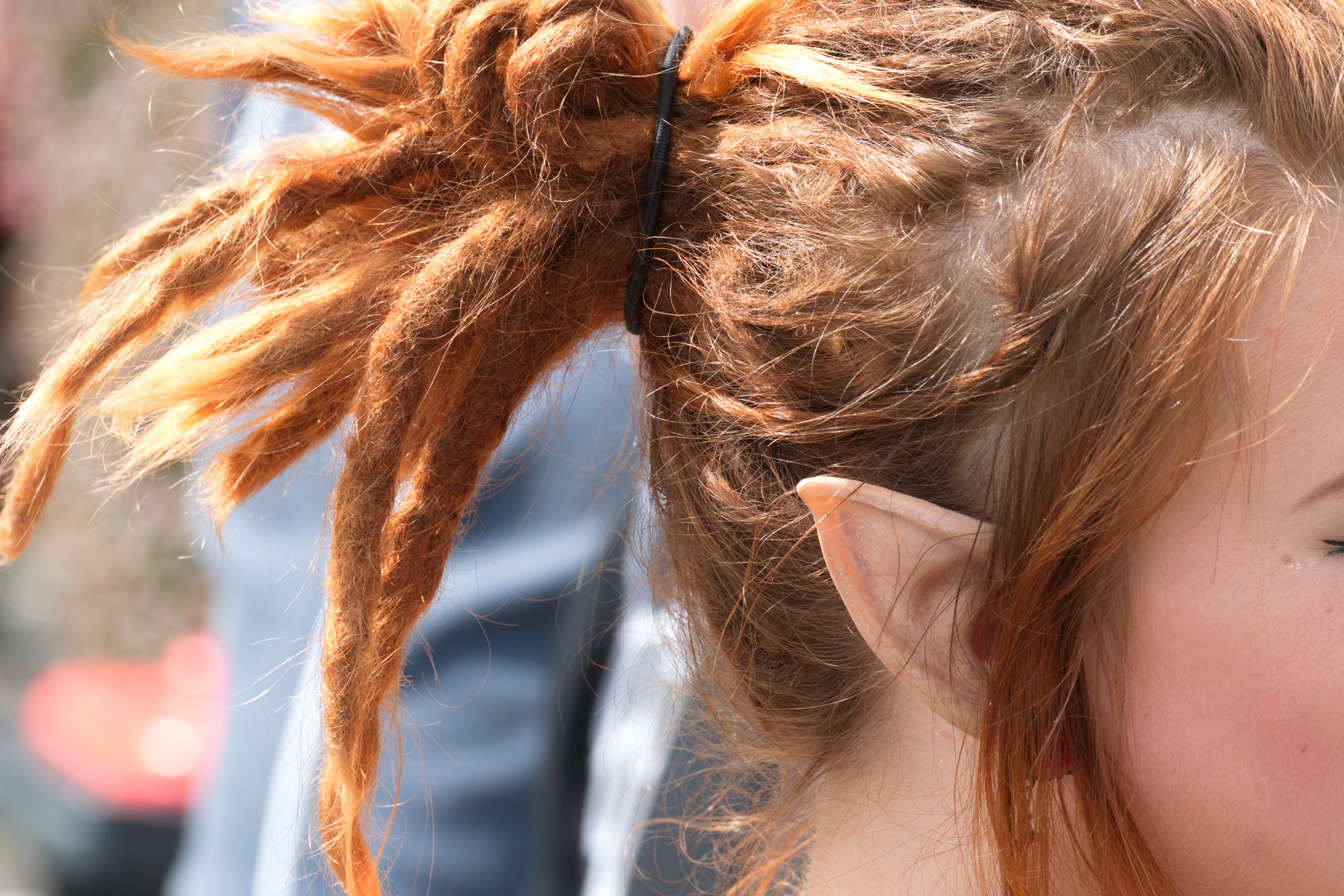
Elf có đôi tai nhọn đặc trưng.
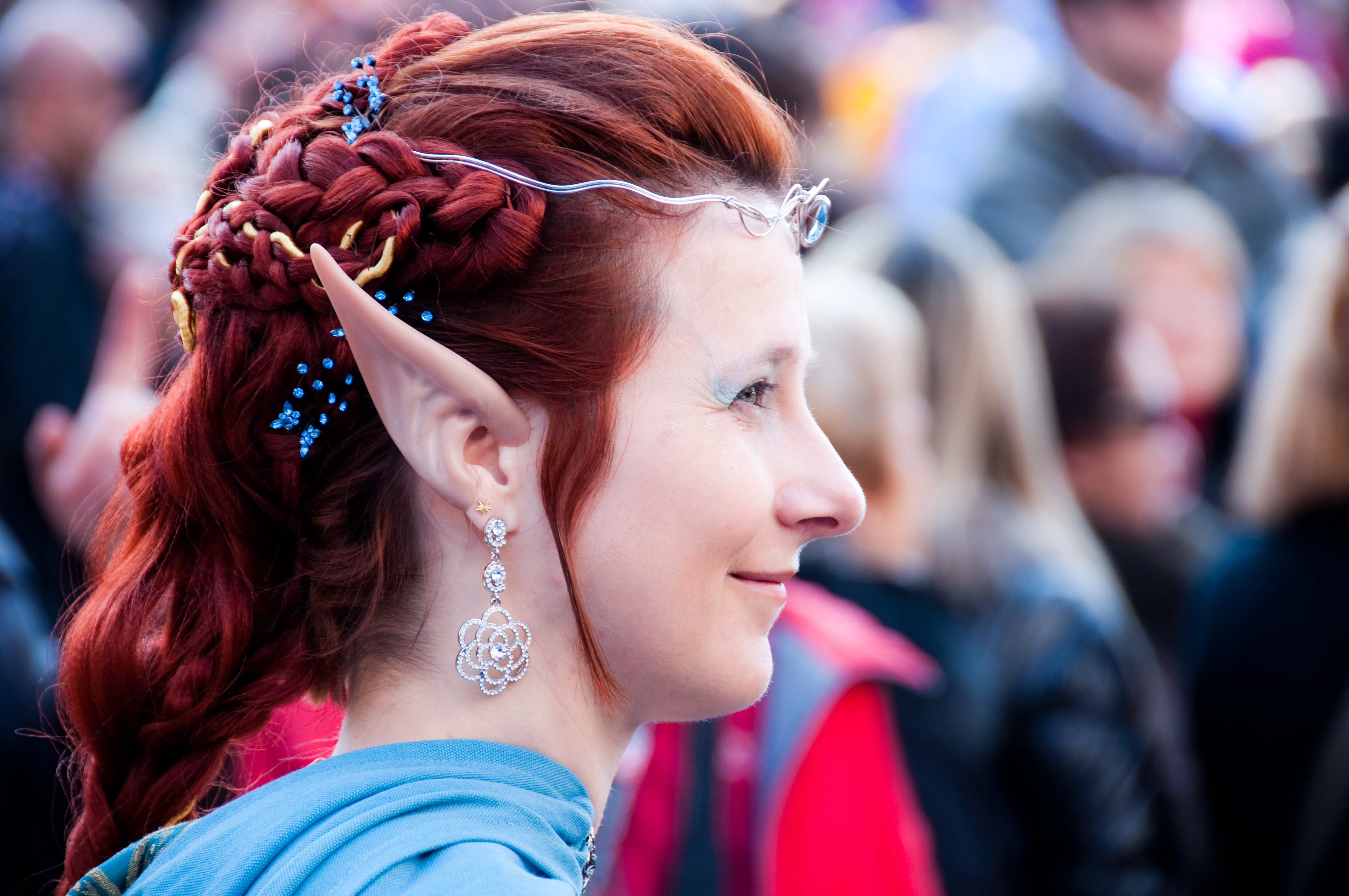
Elf, Tolkien.
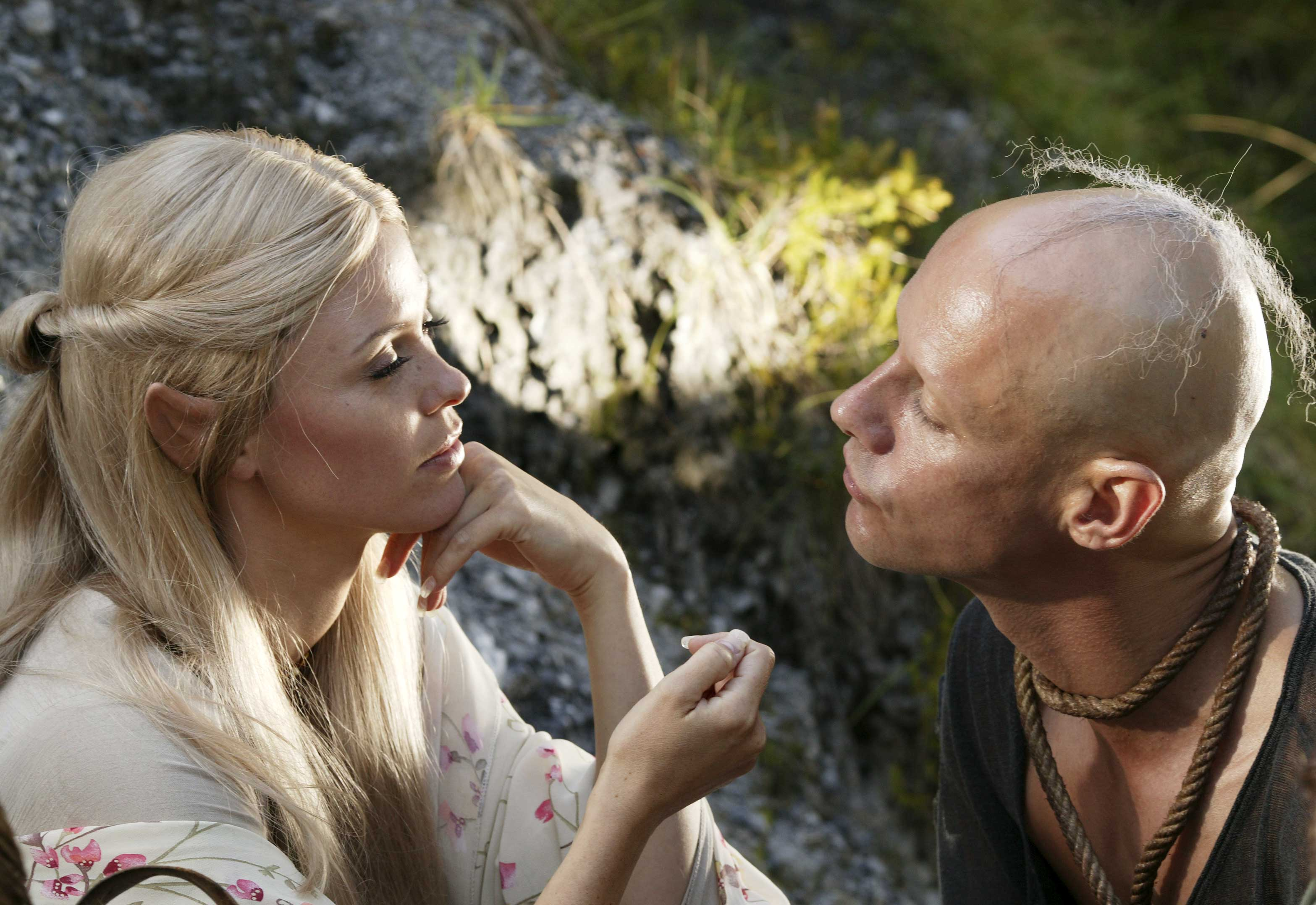
Một cảnh phim về nàng elf.
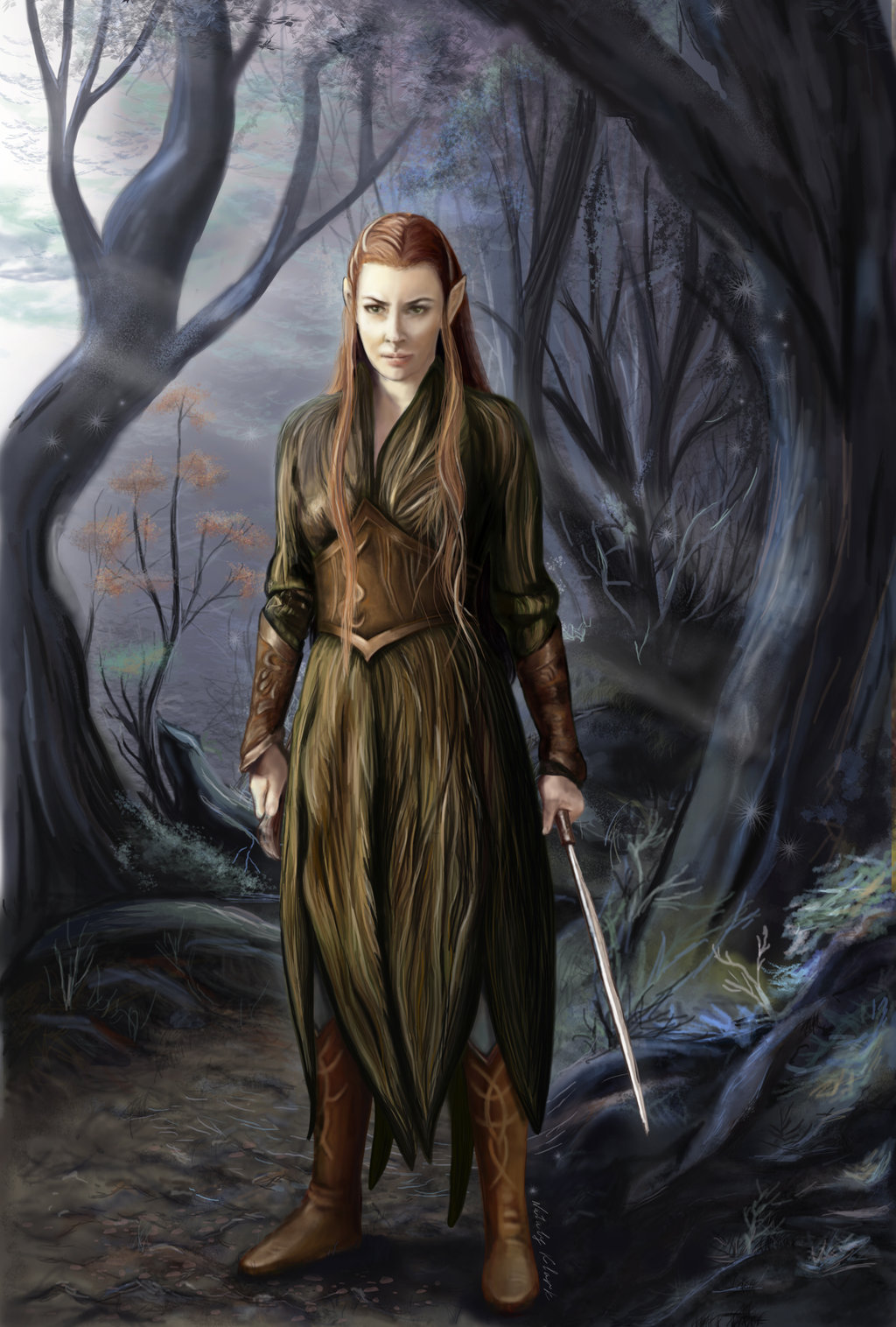
Đồ họa về Tauriel elf.
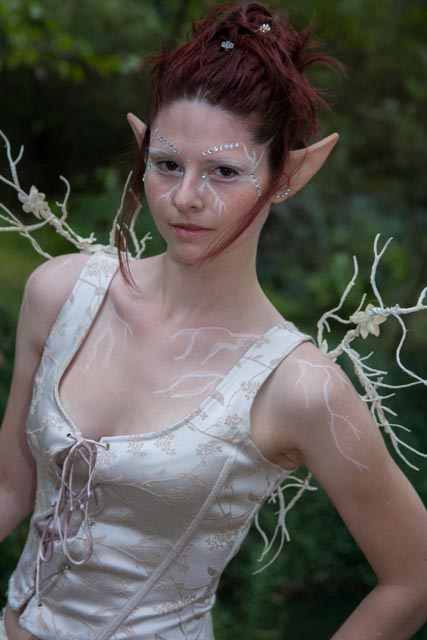
Hóa trang về elf trong Khu vườn bí mật.
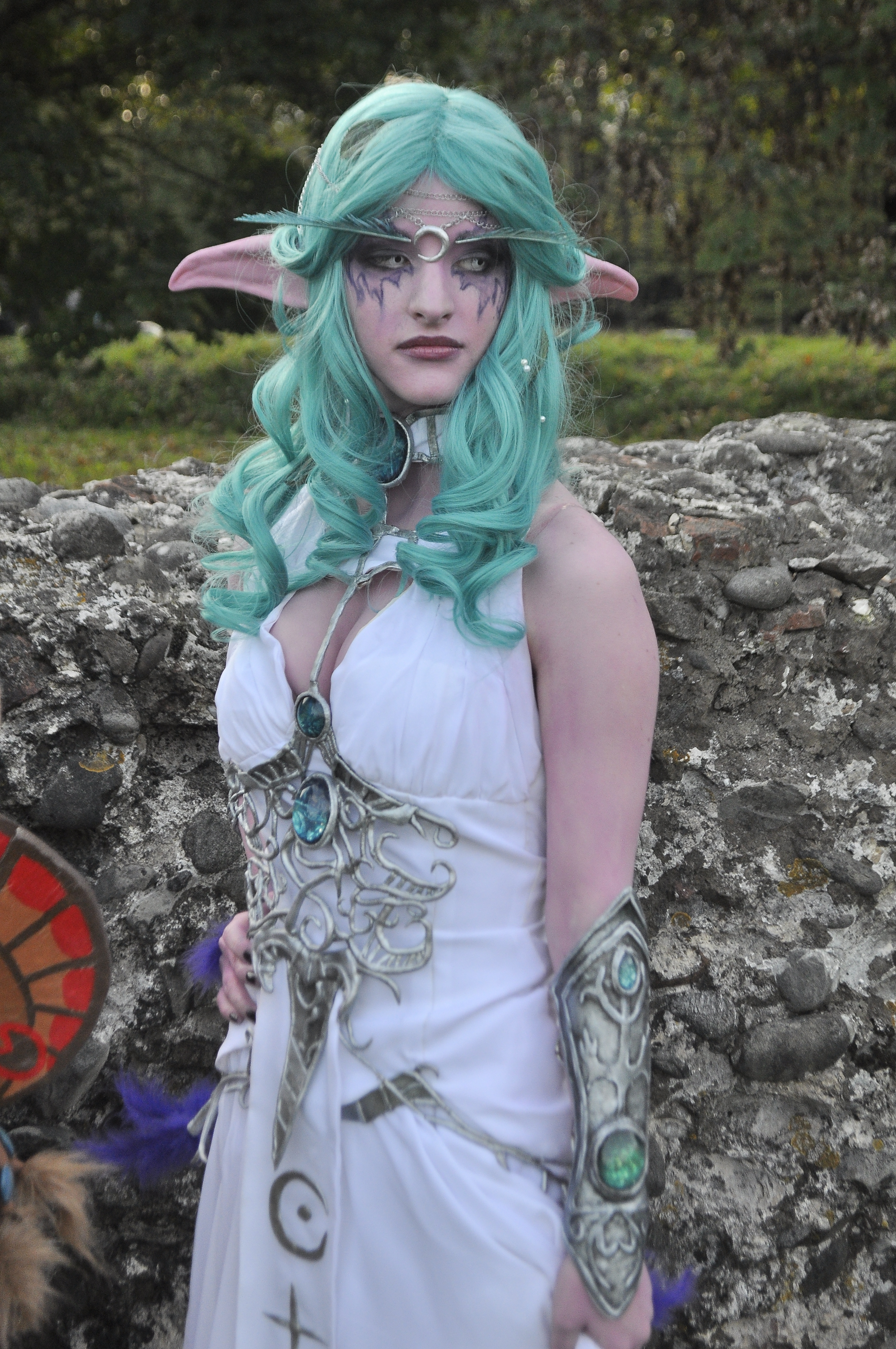
Cosplay của nhân vật Elf.
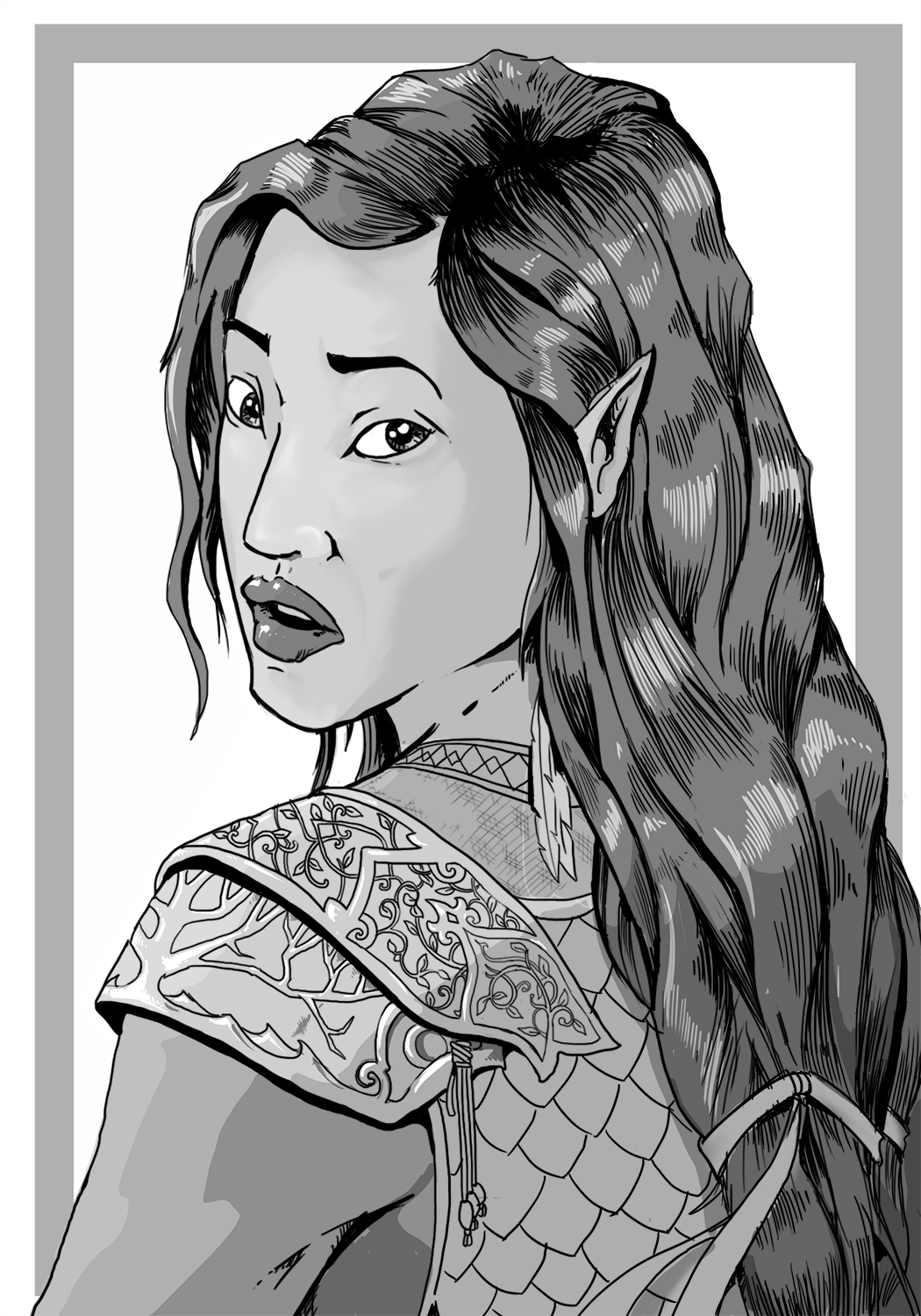
Hoạt hình về một nàng elf.